# Santos Dumont
Alberto Santos Dumont (Palmira, 20 de julho de 1873 – Guarujá, 23 de julho de 1932) foi um aeronauta, esportista, autodidata e inventor brasileiro. Santos Dumont projetou, construiu e voou os primeiros balões dirigíveis com motor a gasolina. Esse mérito lhe é garantido internacionalmente pela conquista do Prêmio Deutsch em 1901, quando em um voo contornou a Torre Eiffel com o seu dirigível Nº 6, transformando-se em uma das pessoas mais famosas do mundo durante o século XX. Com a vitória no Prêmio Deutsch, ele também foi, portanto, o primeiro a cumprir um circuito pré-estabelecido sob testemunho oficial de especialistas, jornalistas e populares.
Santos Dumont também foi o primeiro a decolar a bordo de um avião impulsionado por um motor a gasolina. Em 23 de outubro de 1906, voou cerca de sessenta metros a uma altura de dois a três metros com o Oiseau de Proie (francês para "ave de rapina"), no Campo de Bagatelle, em Paris. Menos de um mês depois, em 12 de novembro, diante de uma multidão de testemunhas, percorreu 220 metros a uma altura de seis metros com o Oiseau de Proie III. Esses voos foram os primeiros homologados pelo Aeroclube da França de um aparelho mais pesado que o ar, e possivelmente a primeira demonstração pública de um veículo levantando voo por seus próprios meios, sem a necessidade de uma rampa para lançamento.
O título de responsável pelo primeiro voo num avião, atribuído por brasileiros a Santos Dumont, é disputado com outros pioneiros, nomeadamente os irmãos Wright. Na França, costuma-se atribuir o feito a Clément Ader, que teria efetuado o primeiro voo de um equipamento mais pesado que o ar, a aeronave a vapor Ader Éole, propulsionado por um motor a vapor de 20 CV e levantando voo pelos seus próprios meios em 9 de outubro de 1890, mas teve suas alegações refutadas pelo Ministério da Guerra do Exército Francês. Ao redor do mundo, pelo menos catorze nomes são citados como inventores do avião.
A Federação Aeronáutica Internacional (FAI), no entanto, considera que foram os irmãos Wright os primeiros a realizar um voo controlado, motorizado, num aparelho mais pesado do que o ar, por uma decolagem e subsequente voo ocorridos em 17 de dezembro de 1903 no Wright Flyer, já que os voos de Clément Ader foram realizados em segredo militar, vindo-se apenas a saber da sua existência muitos anos depois. Por outro lado, o 14-Bis de Dumont teve uma decolagem autopropulsada, reconhecida oficialmente por público e jornalistas, tendo sido a primeira atividade esportiva da aviação a ser homologada pela FAI.

## Infância
|                 |  |                           |
| Henrique Dumont |  | Francisca de Paula Santos |

Alberto Santos Dumont foi o sexto filho de Henrique Dumont, engenheiro formado pela Escola Central de Artes e Manufaturas de Paris, e Francisca de Paula Santos. O casal teve ao todo oito descendentes, três homens e cinco mulheres: Henrique dos Santos Dumont, Maria Rosalina Dumont Vilares, Virgínia Dumont Vilares, Luís dos Santos Dumont, Gabriela, Alberto Santos Dumont, Sofia e Francisca. Em 1873, a família se mudou para a pequena cidade de Cabangu, no município de João Aires, para que seu pai, o engenheiro Henrique Dumont, participasse da construção da estrada de ferro D. Pedro II. A obra terminou quando Alberto tinha 6 anos, e de lá a família foi para São Paulo. Foi nesse lugar que Santos Dumont começou a dar mostras, por assim dizer, dos trabalhos aeronáuticos que tanto destaque lhe trariam, pois, conforme declarações dos seus pais, com apenas um ano ele costumava furar balõezinhos de borracha para ver o que tinham dentro. Foi em Valença que ocorreu o batismo de Santos Dumont, na Matriz de Santa Teresa, em 20 de fevereiro de 1877, pelo padre Teodoro Teotônio da Silva Carolina.

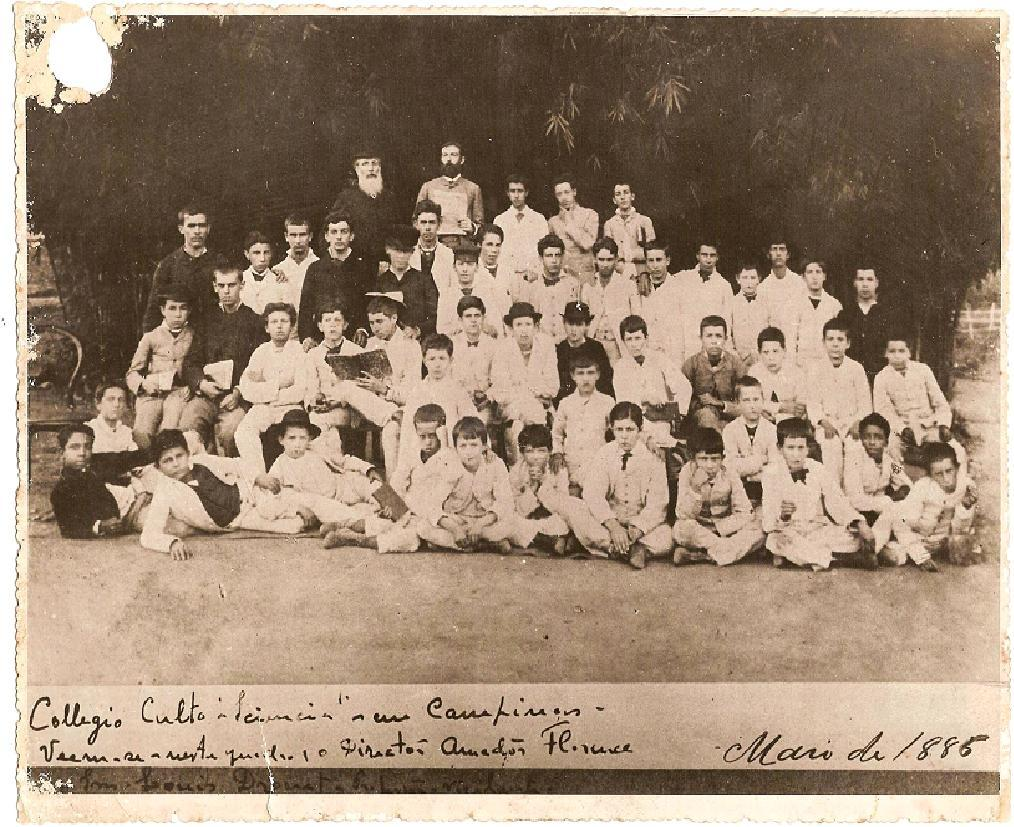
Santos Dumont criança em maio de 1886 no Colégio Culto à Ciência.

Em 1879, os Dumont venderam a fazenda do casal em Valença, Rio de Janeiro, e se estabeleceram no Sítio do Cascavel, em Ribeirão Preto, onde compraram a Fazenda Arindeúva, de José Bento Junqueira, de mil e duzentos alqueires. Até os 10 anos, foi alfabetizado por sua irmã mais velha, Virgínia. Dos 10 aos 12, estudou no Colégio Culto à Ciência, sem ter destacado-se entre as turmas. Depois estudou no Colégio Kopke em São Paulo, Colégio Morton, no Colégio Menezes Vieira no Rio de Janeiro, e posteriormente na Escola de Engenharia de Minas, sem ter terminado o curso. Porém, ele não era considerado um aluno notável, tendo estudado somente o que tinha interesse e estendendo seus estudos de forma autodidata na biblioteca de seu pai. Nessa época ele já apresentava os modos refinados que futuramente viriam a fazer parte da sua imagem na França, além de apresentar uma personalidade introvertida. Alberto viu seu primeiro voo tripulado em São Paulo aos 15 anos, em 1888, quando o aeronauta Stanley Spencer subiu num balão esférico e desceu de paraquedas. Após uma viagem que a família Dumont realizou para Paris em 1891, Santos Dumont começou a despertar-se para área mecânica, principalmente para o "motor de combustão interna", que culminou posteriormente com a construção de um balão (sem motor), que mais tarde chegou à criação de seu avião. Desde então, o jovem sonhador não parou mais de buscar alternativas, vindo a receber da Câmara Municipal de Ribeirão Preto, conforme Lei nº 100, de 4 de novembro de 1903, uma subvenção de um conto de réis para que prosseguisse as pesquisas que, três anos depois, resultaram na invenção do avião. Porém, em jornal da época, é dito que Dumont só aceitaria se "…aquella importancia fosse destinada a um prêmio de concurso de aeronaves".

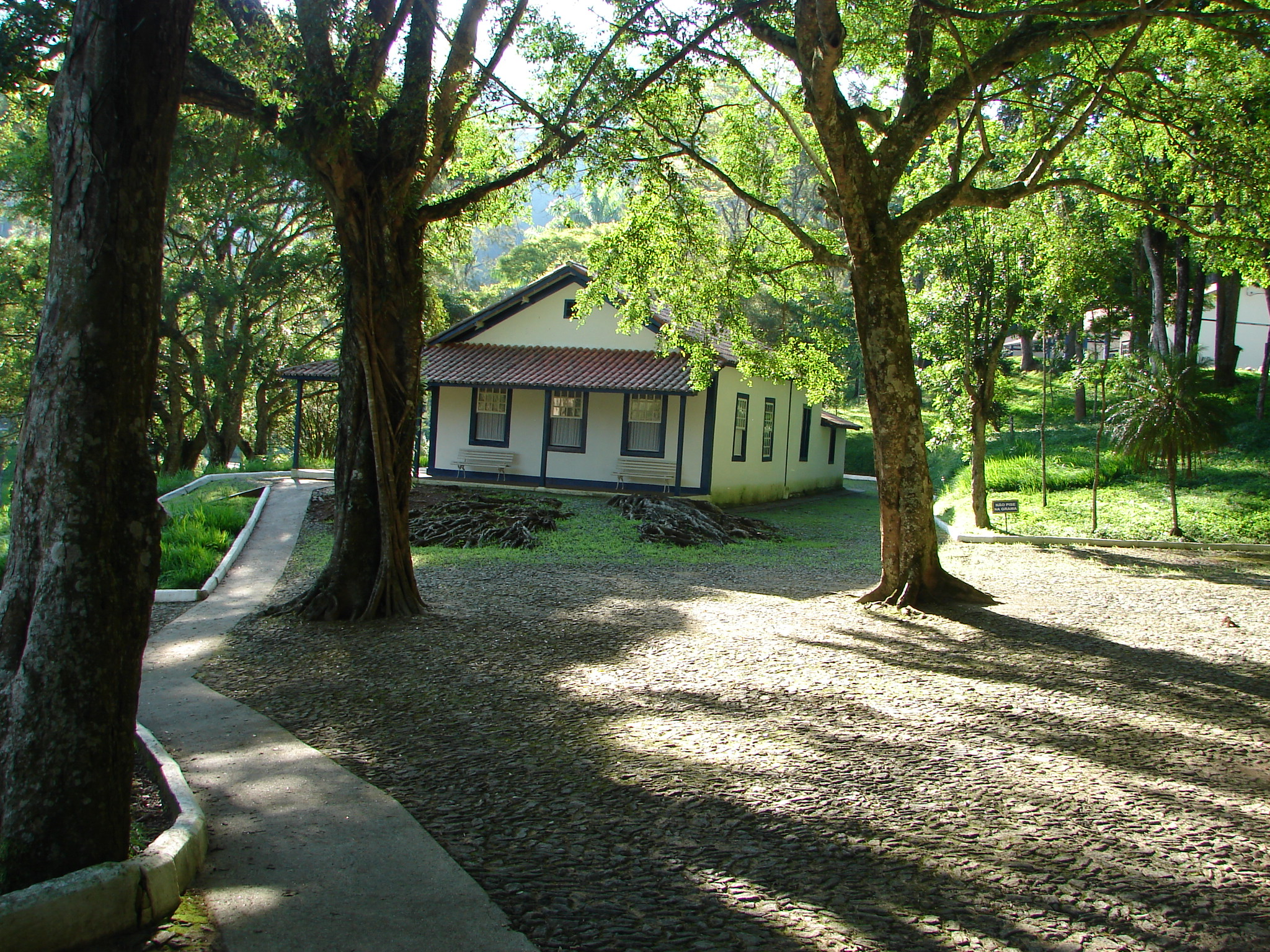
Casa onde nasceu Alberto Santos Dumont e atual Museu de Cabangu

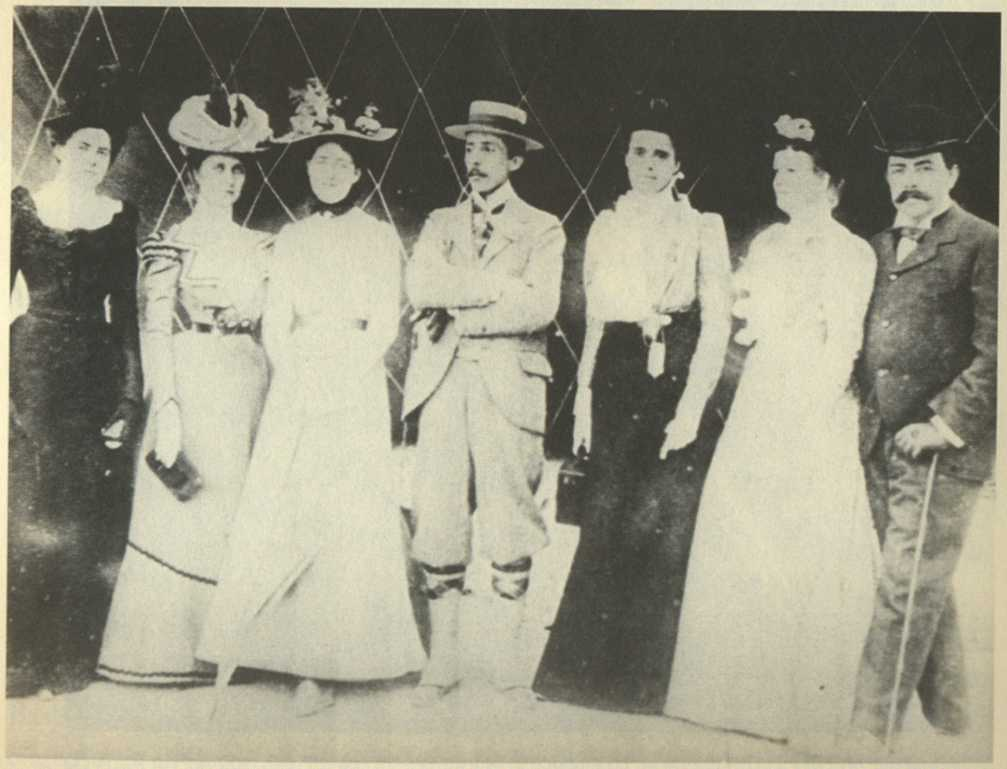
Alguns familiares de Santos Dumont: (esq-dir) Maria Rosalina, Virgínia, Gabriela, Santos Dumont, Francisca, Amália (cunhada), e seu marido Henrique.

Santos Dumont lembraria com saudosismo os tempos passados na fazenda paterna, onde desfrutava da mais ampla liberdade:
"Vivi ali uma vida livre, indispensável para formar o temperamento e o gosto pela aventura. Desde a infância eu tinha uma grande queda por coisas mecânicas e, como todos os que possuem ou pensam possuir uma vocação, eu cultivava a minha com cuidado e paixão. Eu sempre brincava de imaginar e construir pequenos engenhos mecânicos, que me distraíam e me valiam grande consideração na família. Minha maior alegria era me ocupar das instalações mecânicas de meu pai. Esse era o meu departamento, o que me deixava muito orgulhoso.”
Com apenas sete anos Santos Dumont já guiava os locomóveis da fazenda, e aos doze se divertia como maquinista das locomotivas, capazes de fatigar um homem com o triplo da sua idade, mas a velocidade realizável em terra não lhe bastava. Ao observar as máquinas de café ele logo aprendeu que as máquinas oscilatórias desgastavam mais, enquanto as de movimento circular eram mais eficientes.
Ao ler as obras do escritor francês Júlio Verne, com cujos heróis ficcionais ele foi comparado no decorrer da vida, e quem ele conheceria na fase adulta, nasceu em Santos Dumont o desejo de conquistar o ar. Os submarinos, os balões, os transatlânticos e todos os outros meios de transporte que o fértil romancista previu em suas obras exerceram uma profunda impressão na mente do rapaz. Anos depois, já adulto, ele ainda lembrava com emoção as aventuras vividas em imaginação:
"Com o Capitão Nemo e seus convidados explorei as profundidades do oceano, nesse precursor do submarino, o Nautilus. Com Fileas Fogg fiz em oitenta dias a volta ao mundo. Na Ilha a hélice e na Casa a vapor, minha credulidade de menino saudou com entusiástico acolhimento o triunfo definitivo do automobilismo, que nessa ocasião não tinha ainda nome. Com Heitor Servadoc naveguei pelo espaço."

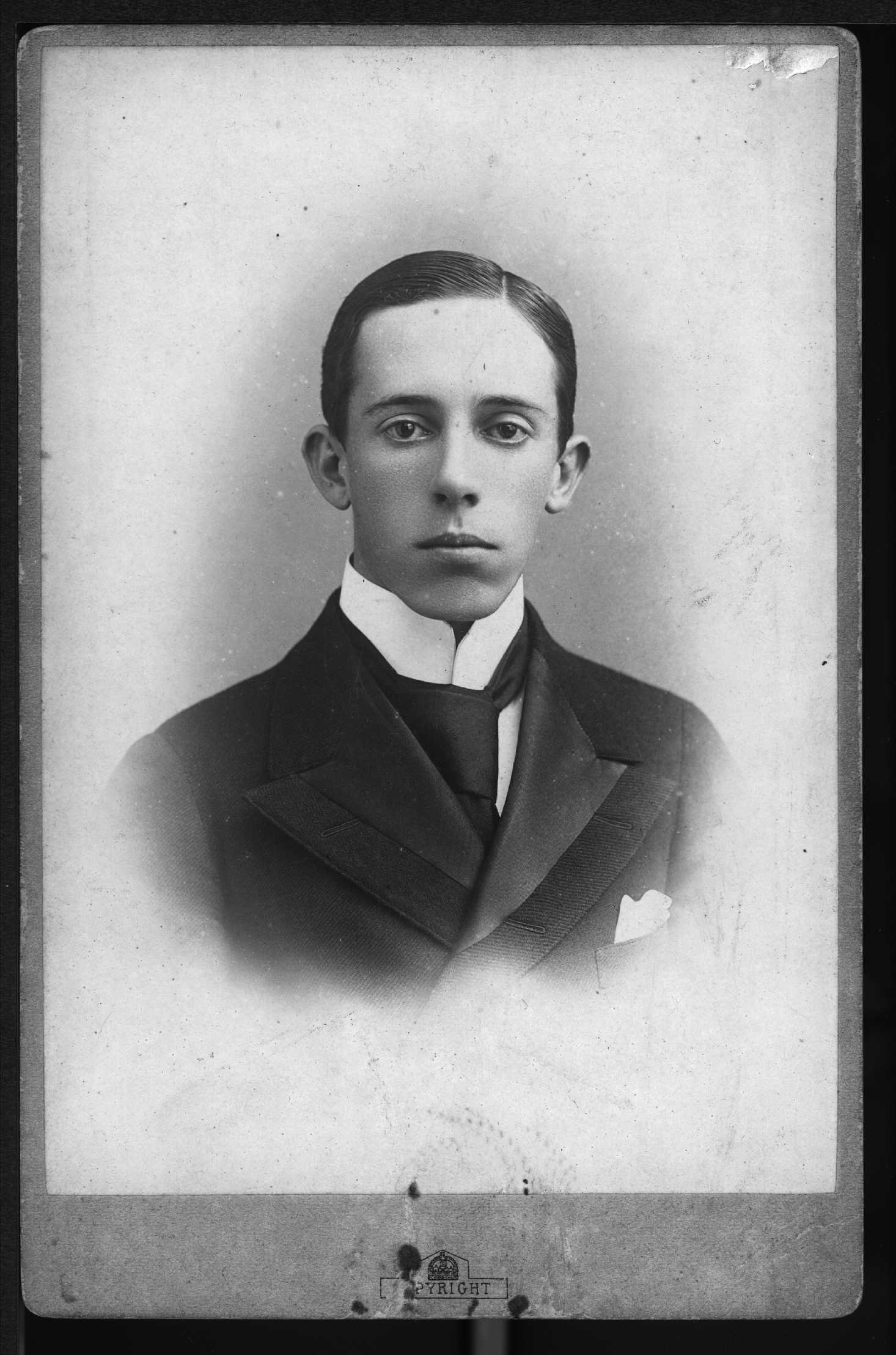
Santos Dumont durante sua adolescência, foto da década de 1890

A tecnologia o fascinava. Começou a construir pipas e pequenos aeroplanos movidos por uma hélice acionada por molas de borracha torcida, como ele mesmo diz em comentário a carta que recebeu no dia em que ganhou o prêmio Deutsch, relembrando a infância: "Esta carta me transporta aos dias mais felizes da minha vida, quando à espera de melhores oportunidades, eu me exercitava construindo aeronaves com hastes de palha e cujos propulsores eram acionados por tiras de borracha enroladas ou fazendo efêmeros balões de papel de seda". (Santos Dumont) E todos os anos, no dia 24 de junho, ele enchia frotas inteiras de diminutos balões de seda sobre as fogueiras de São João, para assistir em êxtase a sua ascensão aos céus.

## Carreira

### Alpinismo, automobilismo e balonismo

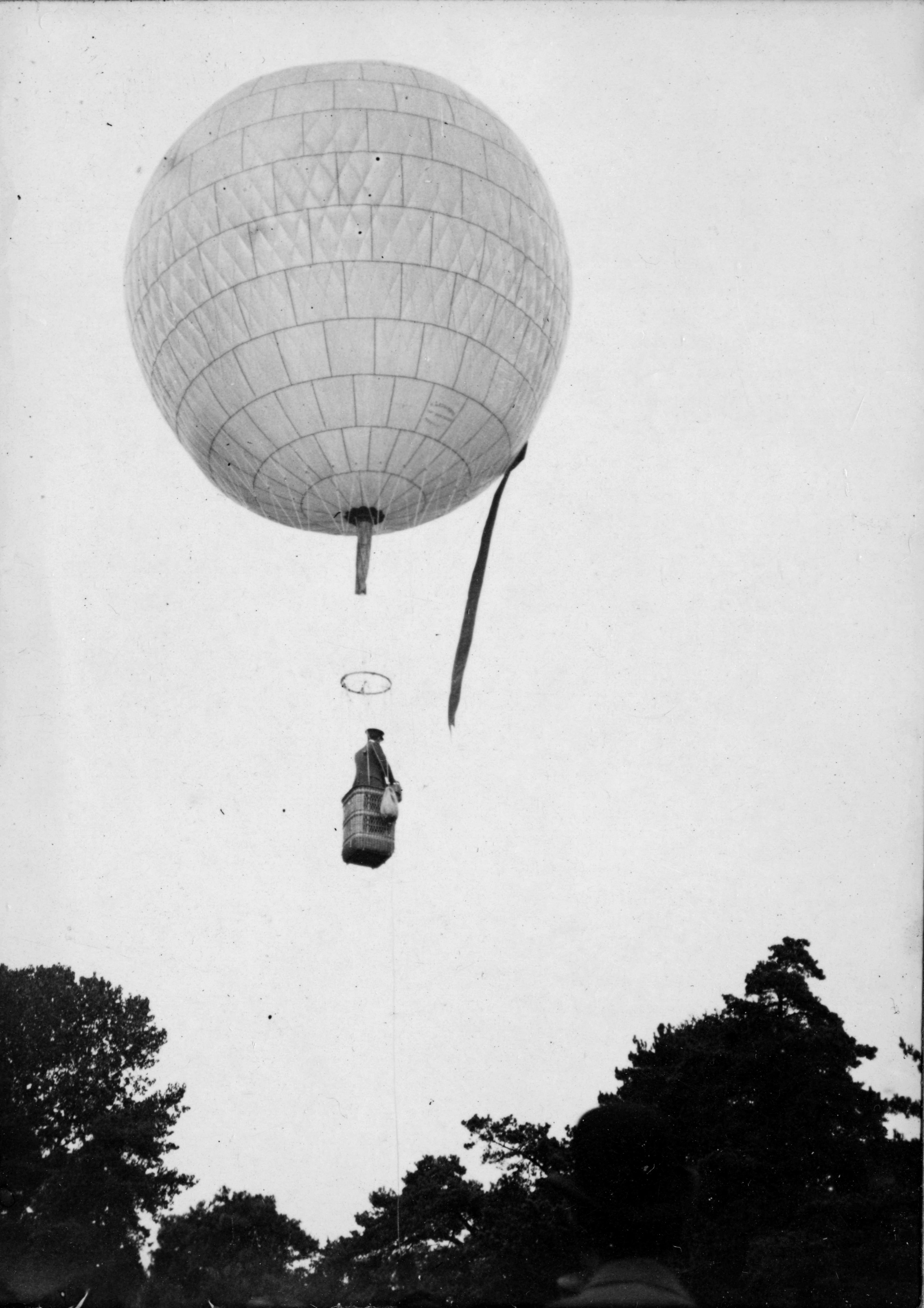
O primeiro balão de Santos Dumont em 1898

Em 1891, com 18 anos, Santos Dumont fez uma viagem turística à Europa. Na Inglaterra passou alguns meses aperfeiçoando o seu inglês, e na França escalou o Monte Branco. Essa aventura, a quase 5 000 metros de altitude, acostumou-o a alturas elevadas. No ano seguinte, seu pai o emancipou no dia 12 de fevereiro de 1892, devido a seu acidente, aconselhando o jovem Alberto a focar nos estudos da mecânica, química e eletricidade. Com isto Alberto largou a Escola de Engenharia de Minas de Ouro Preto e voltou à França onde ingressou no automobilismo e ciclismo. Também iniciou estudos técnico-científicos com um professor de origem espanhola chamado Garcia. Em 1894 viajou para os Estados Unidos, visitando Nova Iorque, Chicago e Boston. Nesse mesmo ano ele chegou a estudar na Merchant Venturers’ Technical College, não chegando a graduar-se. Agenor Barbosa descreveu o Santos Dumont deste período como sendo um “Aluno pouco aplicado, ou melhor, nada estudioso para as ‘teorias’, mas de admirável talento prático e mecânico e, desde aí, revelando-se, em tudo, de gênio inventivo”, mas que depois foi descrito por Agnor como alguém focado na aviação desde quando os "…“motores a explosão” começaram a ter êxito".
Em 1897, já independente e herdeiro de imensa fortuna com a qual investiu no desenvolvimento de seus projetos, aplicou no mercado de ações e permitiu que trabalhasse sem prestar contas à nenhum investidor — contava 24 anos — Santos Dumont partiu para a França, onde contratou aeronautas profissionais que lhe ensinaram a arte da pilotagem dos balões após ler o livro "Andrée — Au Pôle Nord en ballon", sobre a Expedição polar de S. A. Andrée. No dia 23 de março de 1898 ele realizou sua primeira ascensão num balão da firma Lacham-bre & Macuhron pelo custo de 400 francos, descrevendo que: “Eu nunca me esquecerei do genuíno prazer de minha primeira ascensão em balão”. Nesse ano, antes mesmo de ser conhecido como balonista, ele passou a ser citado pela mídia devido ao seu envolvimento no automobilismo.
No dia 30 de maio de 1898, realizou sua primeira ascensão noturna e no mês seguinte ele passou a trabalhar como comandante, levando um grupo de passageiros num balão alugado. Sabe-se que em 1900 ele já havia criado nove balões, dos quais dois se tornaram famosos: o Brazil e o Amérique. O primeiro, estreado em 4 de julho de 1898, foi a menor das aeronaves até então construídas — inflado a hidrogênio, cubava apenas 113 metros num invólucro de seda de 6 metros de diâmetro, pesando 27,5 kg sem o tripulante e fez mais de 200 voos. De acordo com o biografo Gondin da Fonseca, Dumont teria sido influenciado a criar seu primeiro balão após participar da corrida Paris-Amsterdam em seu triciclo, onde atravessou 110 quilômetros em duas horas, abandonando após um acidente. O segundo balão, Amérique, tinha 500 m³ de hidrogênio e 10 metros de diâmetro, sendo capaz de carregar alguns passageiros, mas sem controle. Com o segundo balão ele enfrentou de tempestades a acidentes. Em suas primeiras experiências ele foi premiado pelo Aeroclube da França pelo estudo das correntes atmosféricas, atingiu altas altitudes e chegou a ficar no ar por mais de 22 horas. Nesta época, Dumont já entendia a necessidade do investimento governamental no desenvolvimento da aviação e da importância da opinião pública estar a favor disso, algo anteriormente notado por Júlio César Ribeiro de Sousa.

### Dirigibilismo
Tendo tido sua primeira demonstração em modelo realizada e patenteada pelo padre brasileiro Bartolomeu de Gusmão em 1709 e tido seu primeiro voo tripulado realizado pelos Irmãos Montgolfier em 1783, a visão existente até o fim do século XIX era de que a dirigibilidade dos balões era algo sem solução, já tendo sido abordado por, entre outros, Henri Giffard, Charles Renard e Arthur Constantin Krebs num voo com um motor elétrico num circuito fechado em um projeto abandonado pelo Exército Francês, e pelo Brasileiro Júlio César Ribeiro de Sousa, sem sucesso. A demonstração pública, como as realizadas por Santos Dumont, passou a ser algo de suma importância no cético ambiente acadêmico.
Devido ao peso dos motores elétricos, Dumont escolheu o motor à combustão. Durante testes iniciais, ele recebeu ajuda ao erguer seu triciclo usado na corrida Paris-Amsterdam numa árvore para verificar as vibrações, que não ocorreram. Ele veio a adaptar o motor, colocando os dois cilindros um em cima do outro, conseguindo criar um dispositivo leve de 3,5 cavalos, tornando-se o primeiro motor a explosão usado com sucesso na aeronáutica. Em tradução de artigo apresentada em CENDOC, Rio de Janeiro 2021, é dito que o movimento aeronáutico na França foi despertado pelas experiências de Santos Dumont e o próprio Dumont disse crer que suas experiências levaram à fundação do Aero-Clube da França.
Um detalhe levantado por Santos Dumont se refere a definição do que seria mais pesado que o ar: em junho de 1902 ele publicou um artigo na North American Review argumentando que seu trabalho no dirigibilismo tratava-se de aviação, pois o gás de hidrogênio por si mesmo não era capaz de realizar a decolagem, sendo necessário a força do motor. Neste artigo ele também declarou: "O avião será atingido somente por meio da evolução, fazendo o dirigível passar por uma série de transformações análogas às metamorfoses pelas quais a crisálida se torna a borboleta.”
N-1

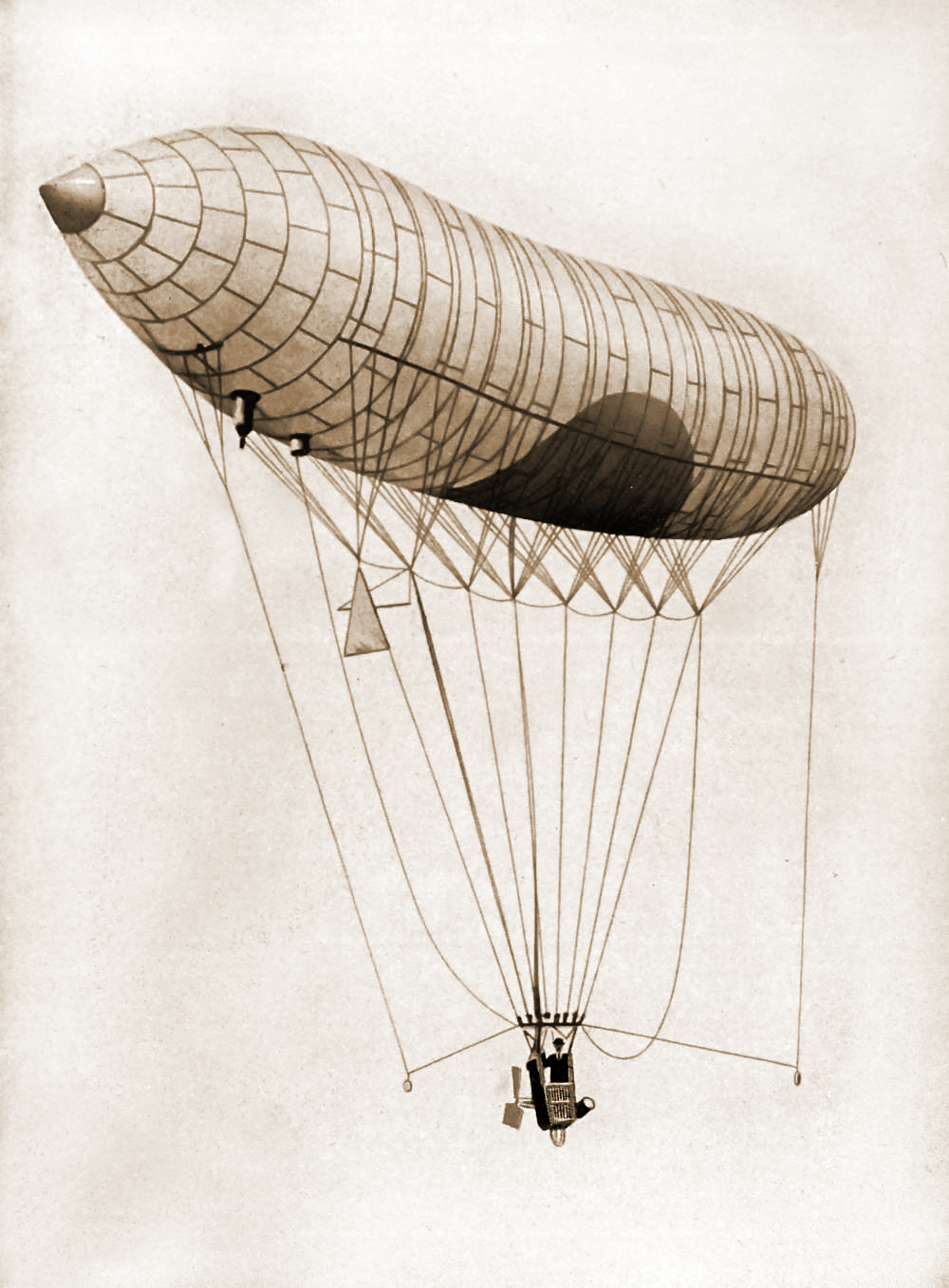
O dirigível número 1

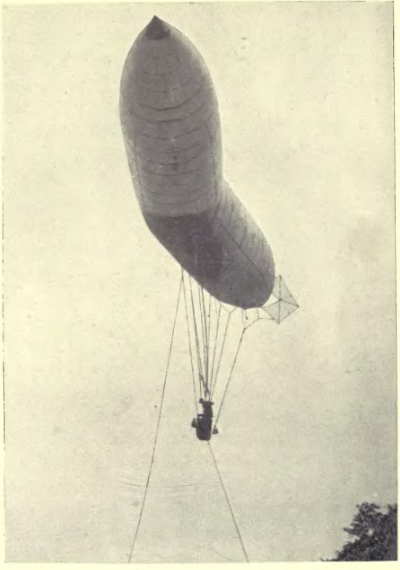
O dirigível número 2

O primeiro dirigível projetado por Santos Dumont, o N-1, com 25 metros de comprimento e 186 de cubagem, teve sua primeira tentativa de decolagem em fevereiro de 1898, após ser inflado nos ateliês de Henri Lachambre, em Vaugirard. Condições de neve fizeram com que o dirigível se dobrasse e caísse. "A quinhentos ou seiscentos metros de altura, sobre Longchamp, o aparelho, repentinamente, dobrou-se e a queda começou. De toda minha carreira, esta é a lembrança mais abominável que tenho guardada".
Depois desse incidente, ele foi inflado no Jardim da Aclimação de Paris no dia 18 de setembro de 1898, mas acabou rasgado antes de experimentado, devido a uma manobra mal feita pelos ajudantes que em terra seguravam as cordas do aparelho. Reparada dois dias depois, a aeronave partiu e evoluiu em todos os sentidos. Um imprevisto, porém, encurtou a viagem: a bomba de ar encarregada de suprir o balonete interno, que mantinha rígido o invólucro do balão, não funcionou devidamente, e o dirigível, a 400 metros de altura, começou a se dobrar e a descer com rapidez. Numa entrevista, Santos Dumont contou como escapou da morte certa:
"A descida efetuava-se com a velocidade de 4 a 5 m/s. Ter-me-ia sido fatal, se eu não tivesse tido a presença de espírito de dizer aos passantes espontaneamente suspensos ao cabo pendente como um verdadeiro cacho humano, que puxassem o cabo na direção oposta à do vento. Graças a essa manobra, diminuiu a velocidade da queda, evitando assim a maior violência do choque. Variei desse modo o meu divertimento: subi num balão e desci numa pipa."
N-2
Em 1899, Santos Dumont construiu nova aeronave, a N-2, com o mesmo comprimento da primeira e mais ou menos a mesma forma, mas com diâmetro maior: 3,80 metros, o que elevou o volume para 200 metros cúbicos. Considerando a insuficiência da bomba de ar, que quase o havia matado, ele acrescentou um pequeno ventilador de alumínio para garantir que o formato do balão se mantivesse inalterável.
O primeiro teste foi marcado para 11 de maio de 1899. À hora da experiência, uma forte chuva tornou o balão pesado. A demonstração feita consistiu em manobras simples com a aeronave presa por uma corda; não obstante, o teste terminou nas árvores adjacentes. O balão havia se dobrado sob a ação combinada da contração do hidrogênio e da força do vento.
N-3
Em setembro daquele ano Santos Dumont deu início à construção de um novo balão alongado, o N-3, inflado a gás de iluminação, com 20 metros de comprimento e 7,50 de diâmetro, com capacidade para 500 metros cúbicos. A cesta instalada era a mesma utilizada nas duas outras aeronaves.

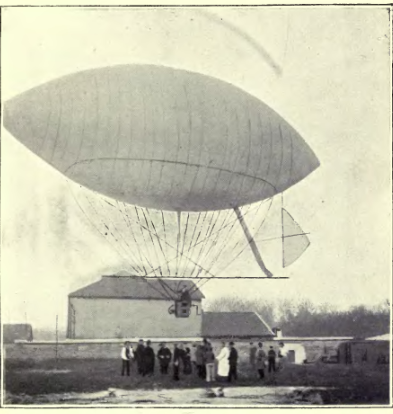
O dirigível número 3

Às 15h30min do dia 13 de novembro, data em que, de acordo com alguns astrólogos, o mundo acabaria 100 anos antes, Santos Dumont, num gesto de desafio, partiu no N-3 do Parque de Aerostação de Vaugirard e contornou a Torre Eiffel pela primeira vez. Do monumento seguiu para o Parque dos Príncipes e de lá para o Campo de Bagatelle, no Bois de Boulogne (próximo ao Hipódromo de Longchamp). Aterrissou no local exato onde o N-1 havia caído, dessa vez em condições controladas. Entusiasmou-se:
"A partir desse dia, não guardei mais a menor dúvida a respeito do sucesso da minha invenção. Reconheci que iria, para toda a vida, dedicar-me à construção de aeronaves. Precisava ter minha oficina, minha garagem aeronáutica, meu aparelho gerador de hidrogênio e um encanamento, que comunicasse minha instalação com os condutos do gás iluminante."
Com efeito, o previdente balonista logo mandou construir na localidade de Saint Cloud um grande hangar, comprido e alto o bastante para comportar o N-3 com o invólucro completamente cheio, bem como os diversos dispositivos necessários para a fabricação do gás hidrogênio. Esse aeródromo, pronto em 15 de junho de 1900, tinha 30 metros de comprimento, 7 de largura e 11 de altura. Mas já não estava destinado a abrigar o N-3, que havia sido abandonado pelo inventor, e sim o N-4, concluído em 1 de agosto daquele ano. Com o Nº 3 ele bateu o recorde de 23 horas de permanência no ar, além de ter procurado voar quase todos os dias, demonstrando a confiabilidade e utilidade de seu aparelho.
N-4
Nessa época um vultoso prêmio agitava o meio aeronáutico. No dia 24 de março de 1900, o milionário judeu Henri Deutsch de la Meurthe, magnata do petróleo, havia enviado ao Presidente do Aeroclube da França, fundado há dois anos, uma carta na qual se comprometia a congratular com 100 mil francos aquele que inventasse uma máquina voadora eficiente:
"Desejoso de concorrer para a solução do problema da locomoção aérea, comprometo-me a pôr à disposição do Clube Aéreo, uma soma de 100 mil francos, constituindo um prêmio, sob o título de Prêmio do Clube Aéreo, para o aeronauta que, partindo do parque de Saint Cloud, de Longchamps, ou de qualquer outro ponto, situado a uma distância igual da Torre Eiffel, alcance, em meia hora, este monumento, e, rodeando-o, volte ao ponto de partida. (…) Se julgar-se que algum dos concorrentes preencheu o programa, o prêmio lhe será entregue pelo próprio Presidente do Clube, à disposição de quem imediatamente porei a quantia acima indicada. Se no fim de cinco anos, a partir do dia 15 de abril do corrente, 1900, ninguém o tiver ganho, tenho por nulo o meu compromisso."

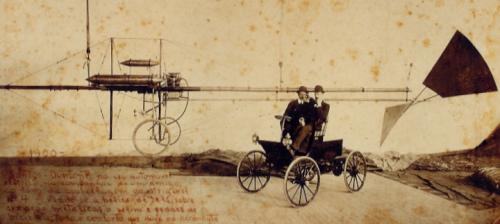
Quilha do N-4

O desafio ficou conhecido na imprensa como Prêmio Deutsch. O regulamento estipulava que uma aeronave, para ser considerada prática, deveria poder se deslocar à Torre Eiffel, contornar o monumento e retornar ao local da ascensão em no máximo trinta minutos, sem escalas, cobrindo ao todo 11 quilômetros sob as vistas de uma comissão do Aeroclube de França, convocada com pelo menos um dia de antecedência. A velocidade média mínima a atingir, portanto, era de 22 km/h.
O prêmio estimulou Alberto Santos Dumont a tentar com o N-4 voos mais velozes. A aeronave tinha 420 metros de cubagem, 29 de comprimento e 5,60 de diâmetro. Por baixo ficava uma quilha de vara de bambu de 9,40 metros, na metade da qual estavam o selim e os pedais de uma bicicleta comum. Montado no selim, o aeronauta tinha sob os pés os pedais de partida de um motor de 7 cavalos-vapor, que acionava uma hélice dianteira com duas pás de seda de 4 metros. Próximo ao piloto ficavam as pontas das cordas pelas quais se podiam controlar a regulagem do carburador e das válvulas, bem como o manuseio do leme, do lastro e dos pesos deslocáveis. Com o N-4 Santos Dumont fez em agosto voos quase diários partindo de Saint Cloud. Em 19 de setembro, perante membros do Congresso Internacional de Aeronautas, ele forneceu uma prova clara do trabalho efetivo de uma hélice aérea acionada por um motor a petróleo: marchou repetidas vezes contra o vento, mesmo com o leme quebrado, impressionando os cientistas presentes. A impressão geral era de que Dumont ganharia o Prêmio Deutsch e ao ir para Nice após adoecer, ele começou a projetar o N-5 usando, pela primeira vez, cordas de piano nas suspensões da aeronave.
N-5 e N-6
O N-5 foi construído para tentar ganhar o prêmio Henry Deutsch de la Meurthe por um voo desde o campo de voo do Aero-Club de France em Saint-Cloud até a Torre Eiffel e de volta dentro de 30 minutos. Usou o envelope alargado do Nº 4, a partir do qual uma gôndola triangular feita de pinho foi suspensa. Outras inovações incluem a utilização de corda de piano para suspender a gôndola, reduzindo em muito o arrasto, e a inclusão de tanques de água como lastro. Alimentado por um motor refrigerado a ar de 12 hp e 4 cilindros movendo uma hélice propulsora.
No dia 13 de abril foi criado o "Prêmio Santos-Dumont", que era basicamente igual o Prêmio Deutsch, mas sem um limite de tempo. No dia 13 de julho de 1901, após algumas saídas experimentais, Santos Dumont disputou com o N-5 o Prêmio Deutsch pela primeira vez. Cumpriu o trajeto exigido, mas ultrapassou em dez minutos o tempo limite estipulado para a prova. Nessa época, ele se encontrou com a Condessa Isabel, após um acidente. No dia 29 de julho ele abortou o voo onde cortou os dedos ao descer pela guide-rope e nessa época aeronautas franceses iniciaram uma campanha de difamação contra Dumont.
No dia 8 do mês seguinte, tentando o prêmio novamente, acabou por chocar a aeronave contra o Hotel Trocadero; embora o balão tenha explodido e ficado completamente destruído, o piloto escapou incólume do acidente e publicamente testou o motor na frente de todos, para mostrar sua confiabilidade. A causa do acidente foi devido a uma das válvulas automáticas terem uma mola enfraquecida, o que causou a perda do gás.

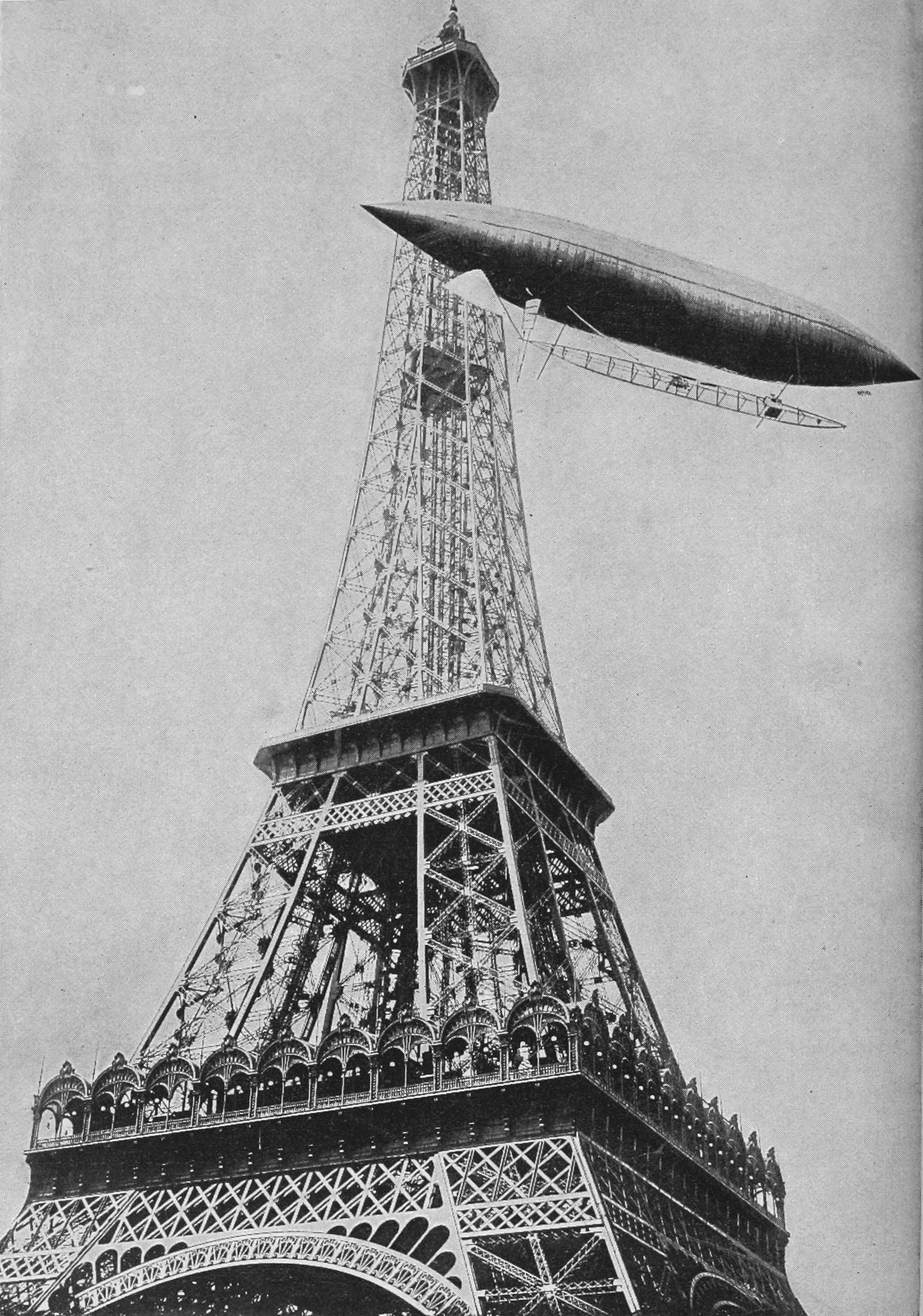
Santos Dumont contornando a Torre Eiffel com o dirigível n-5, em 13 de julho de 1901

Após oferecer seu próprio balão de 21 metros cúbicos que estava em construção — e ser educadamente recusado — Henri Deutsch disse: "Temo que os experimentos não serão conclusivos. O balão do sr. Santos Dumont estará sempre à mercê do vento, e, por tanto, não é o tipo de aeronave que sonhamos". Dumont sofreu um acidente com o N-6 no hipódromo de Longchamps no dia 19 de setembro de 1901.
No dia 19 de outubro de 1901, com o balão N-6, de 622 metros cúbicos e motor de 20 cavalos, ele finalmente executou a prova em 29 minutos e 30 segundos, mas demorou cerca de um minuto para pousar, o que fez o comitê inicialmente negar o prêmio. Isso se tornou motivo de controvérsia pois tanto o público, quanto sr. Deutsch acreditavam que o aviador havia vencido. Após certo tempo e do aviador protestar contra esta decisão, esta foi revertida. Tornou-se reconhecido internacionalmente como o maior aeronauta do mundo e o inventor do dirigível. O prêmio era então de 100 mil francos mais juros, que Dumont distribuiu entre sua equipe, desempregados e operários de Paris, que por algum motivo haviam "empenhado suas ferramentas de trabalho" com ajuda da Prefeitura de Paris. Um mês antes do evento, ao anunciar esta intenção, ele havia obtido "apoio irrestrito da opinião pública". Apesar do apoio, o dinheiro só foi liberado no dia 4 de novembro, após uma votação onde nove membros do Aeroclube eram contra e quinze eram a favor. Esta demora somente serviu para colocar a opinião pública em favor de Santos Dumont. Na tarde do mesmo dia, ele encaminhou uma carta de demissão ao Aeroclube, com caráter irrevogável. Mauricio Pazini Brandão, em "The Santos Dumont legacy to aeronautics", diz que este evento deveria ser considerado como a certificação do dirigível.
Com a conquista do Prêmio Deutsch, Santos Dumont passou a receber cartas de diversos países, em diferentes línguas, cumprimentando-o; revistas publicaram edições luxuosas, ricamente ilustradas, para reproduzir-lhe a imagem e perpetuar o feito; uma entrevista de Alexander Graham Bell no New-York Herald explorou os motivos do sucesso de Santos Dumont, invejas de outros inventores e experiencias que o precederam; homenagens não lhe faltaram na França, no Brasil, na Inglaterra, onde o Aero Clube Inglês ofereceu um banquete e em vários outros países: ainda em 1901, o presidente do Brasil, Campos Salles enviou-lhe um prêmio em dinheiro de 100 contos de réis seguindo a proposta de Augusto Severo, bem como uma medalha de ouro com sua efígie e uma alusão a Camões: “Por céus nunca dantes navegados.” Entretanto, o povo brasileiro demonstrou-se apático ao evento; em janeiro de 1902, Alberto I, o entusiasta príncipe de Mônaco, lhe fez o convite irrecusável para que continuasse suas experiências no Principado. Oferecia-lhe um novo hangar na praia de La Condamine, e tudo mais que Alberto julgasse necessário para o seu conforto e segurança, que foi aceito; seu sucesso também inspirou a criação de diversas biografias e influenciou personagens ficcionais, tendo Tom Swift como um exemplo de maior expressão; em abril desse ano, a convite, Santos Dumont viajou aos Estados Unidos, onde visitou os laboratórios de Thomas Edison, em Nova Iorque, onde discutiram o problema das patentes.

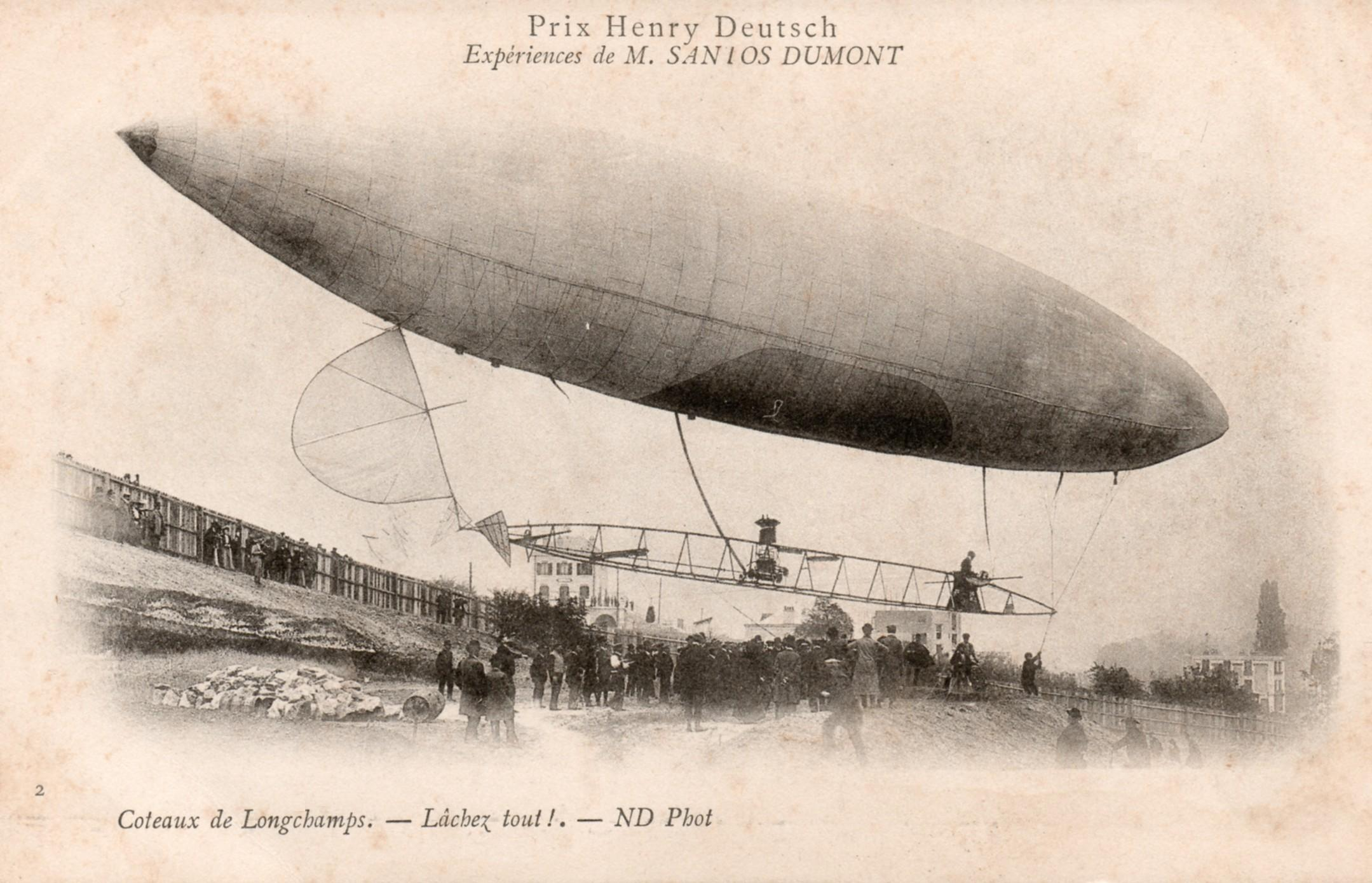
O dirigível número 6

O estadunidense solicitou que Dumont criasse o Aero Clube dos EUA e ao explicar o motivo de não cobrar por demonstrações em Saint Louis, Dumont disse: "sou um amador". Após o encontro com Edison, Dumont declarou à imprensa estadunidense que não pretendia patentear suas aeronaves. Além disso, foi recebido na Casa Branca, em Washington, DC, pelo presidente Theodore Roosevelt e conversou com autoridades da Marinha e do Exército dos EUA sobre a possibilidade do uso dos dirigíveis como instrumento de defesa contra submarinos. Em julho de 1902, após a criação do Aeroclube dos Estados Unidos, Dumont chega a anunciar a realização de uma série de voos em território estadunidense, que não veio a ocorrer, o que confundiu a mídia — que criava diversas matérias explorando sua intimidade — e a opinião pública estadunidense. Ele deixou Nova Iorque no final de 1902, sem ter realizado um único voo e a visão estadunidense não considerava que seus inventos eram práticos ou lucrativos.
No começo do século passado, Santos Dumont era a única pessoa do planeta capaz de voar de forma controlada. Após sua temporada nos Estados Unidos, ele é notificado sobre o acidente fatal de Augusto Severo e o suicídio de sua mãe; ele retorna à Inglaterra, onde havia deixado o Nº6 sendo preparado para uma exposição no The Crystal Palace, além de planejar voar em território londrino. Um erro técnico fez com que o tecido fosse perfurado — essa visão foi confirmada pelo balonista Stanley Spencer. A visão inicial foi de que o balão havia sido cortado com uma faca, com Dumont declarando que "…seções inteiras foram cortadas e retiradas". e que anteriormente já havia passado por algo parecido.
Mônaco
Em Mônaco, após aceitar o convite do Príncipe Alberto I, Dumont orientou a construção de um hangar de 55 m de comprimento, 10 de largura e 15 de altura, com portas, projetadas por Dumont, de 10 toneladas no Bulevarde La Condamine à beira-mar, com o objetivo de testar como o cabo guia comportava-se no mar, descobrindo que é uma boa forma de estabilizar a aeronave em voo baixo. Dumont também comprovou que geralmente a aeronave comportava-se bem sobre a água, atingindo até 42 km/h. Seu sucesso deixou claro o possível uso militar da aeronave, principalmente em caso de guerra submarina, mas seus planos no principado foram interrompidos após uma queda na Baia de Mônaco em 14 de fevereiro de 1902. A queda foi devido ao fato do balão estar "imperfeitamente cheio ao sair da garagem". Após o acidente ele passa a realizar o check list antes de cada decolagem — mas o Nº6 terminou num estado irrecuperável.
N-7, N-8, N-9 e N-10

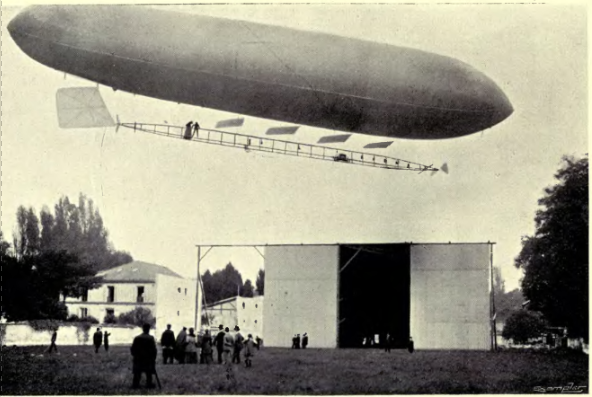
O dirigível número 10

Após o período de homenagens, Santos Dumont passou a dedicar-se à construção de novos modelos de dirigíveis, dois anos após ter saído de Paris, cada um com uma finalidade específica: o N-7, de 1 257 metros cúbicos e motor de 45 cavalos-vapor, projetado para ser um dirigível de corrida, foi testado em Neuilly (França) em maio de 1904. No mês seguinte a aeronave sofreu sabotagem numa exposição organizada em Saint Louis (Estados Unidos da América), ficando estraçalhada, e não pôde ser reconstruída — um malfeitor, jamais identificado, fez quatro cortes de 1 metro que, pelo balão estar dobrado, resultou em quarenta e oito facadas no invólucro, quando este estava na Alfândega de Nova Iorque — nessa viagem, ele também conheceu os Irmãos Wright; o N-8 tratou-se de uma cópia do N-6 encomendada por um colecionador estadunidense, chamado Edward Boyce, vice-presidente do Aeroclube da América, o primeiro homem a realizar um voo dirigível na América, tendo realizado um único voo em Nova Iorque, antes ainda do que Leo Stevens; o N-9, de 261 metros cúbicos e 3 cavalos-vapor de potência, foi um dirigível de passeio, no qual Santos Dumont fez vários voos ao longo de 1903, como o primeiro voo noturno de um dirigível no dia 24 de junho e o último destes veio a ocorrer em 14 de julho. Neste dia, o N-9 fez parte de uma parada militar em comemoração aos 114 anos da Queda de Bastilha. Ao passar pelo Presidente da República, disparou 21 tiros de revólver ao ar e com a apresentação, os militares consideraram que o balão era um instrumento prático, considerável para o tempo de guerra. Dumont colocou a si e sua flotilha de três aeronaves à disposição do governo no caso de hostilidade estrangeira, desde que não fosse contra as duas Américas e que, "no caso impossível duma guerra entre França e o Brasil", Dumont julgava-se obrigado a colocar-se ao lado de sua pátria natal. Com a demonstração da viabilidade, os militares franceses incentivaram diversas indústrias a desenvolverem a tecnologia proposta por Santos Dumont.
A primeira mulher a pilotar uma aeronave foi Aída de Acosta, em 29 de junho de 1903, conduzindo o N-9. A edição de 11 de agosto de 1905 de “La Vie au Grand Air” descreve a organização da segunda edição da “Coupe des Femmes Aéronautes” e no segundo semestre de 1906, a revista "Le Sport Universel Illustré" relatou que após três anos do início do Grande Prêmio do Aéro-Club de France, sete países já participavam da disputa.
O N-10, de 2 010 metros cúbicos e motor de 60 cavalos-vapor, foi um dirigível ônibus, grande o bastante para levar várias pessoas e servir para o transporte coletivo. Embora a aeronave tenha feito algumas ascensões em outubro de 1903, nunca foi completamente terminada; o N-11, foi um monoplano não tripulado. O Nº 12 foi um helicóptero nunca concluído devido à limitação tecnológica da época e um motor apropriado. e finalmente, o N-13, um luxuoso balão duplo de ar quente e hidrogênio.
Em seu primeiro retorno ao Rio de Janeiro em 1903, um grupo de alpinistas colocaram uma faixa no Pão-de-Açúcar, para o lado da Baia de Guanabara, saudando o aviador, enquanto ainda voltava de navio da Europa. No dia de seu retorno, 7 de setembro de 1903, foi recepcionado como herói e ainda cumprimentou o então Presidente do Brasil, Rodrigues Alves, no Palácio do Catete. Ao ser questionado sobre o motivo de não voar no Brasil, Santos Dumont justificava-se que era devido não poder "…contar com a ajuda dos seus mecânicos, e muito menos com uma usina de produção de hidrogênio como tinha na França". Retornou à Paris no dia 12 de outubro. Em 1904 foi inicialmente nomeado como Cavaleiro da Região de Honra da França e publicou a obra "Dans L'Air", cuja tradução, "Os Meus Balões", só foi publicada no Brasil em 1938.

### Aviação
Em outubro de 1904, três prêmios de aviação foram fundados na França: o Prêmio Archdeacon, o Prêmio do Aeroclube da França e o Prêmio Deutsch-Archdeacon. O primeiro, promovido pelo milionário Ernest Archdeacon, concederia 3 500 francos para quem voasse 25 metros; o segundo, instituído pelo aeroclube francês, concederia 1 500 francos (300 dólares) para quem voasse 100 metros; e o terceiro, patrocinado por Henri Deutsch de la Meurthe e Ernest Archdeacon, concederia 1 500 francos para quem voasse 1 000 metros.
Com exceção do Prêmio Deutsch-Archdeacon, que não admitia que o aparelho concorrente se valesse em momento algum de balão para a sustentação, os outros prêmios deixavam aberta a questão da decolagem. O voo podia se dar em terreno plano ou desnivelado, em tempo calmo ou sob vento — o Prêmio do Aeroclube de França exigia que o voo fosse contra o vento –, e o uso de motor não era obrigatório. Isso conferia passe livre para que planadores e ornitópteros movidos pela força humana também pudessem concorrer. Era expressamente exigido por todos os prêmios, porém, que a prova ocorresse na França e sob a supervisão de uma comissão aeronáutica convocada no mais tardar na noite da véspera.
Pouca coisa do que era pedido era inédita. Inventores, em outros países, já haviam cumprido ou até mesmo superado algumas das metas requeridas. Na Alemanha, Otto Lilienthal efetuou no início da década de 1890 milhares de voos planados descendentes, atingindo com frequência distâncias bem maiores que os 25 metros estipulados pelo Prêmio Archdeacon. E nos Estados Unidos, os irmãos Wright faziam desde 1903 voos cada vez mais longos em planadores motorizados, valendo-se para decolar ora de ventanias, ora de um engenhoso sistema de catapultagem, mas sempre sem qualquer controle oficial. O falecimento de Otto Lilienthal devido a um estol levou aos irmãos Wright a inverterem a posição do leme, que apesar de evitar o estol, impossibilita um voo estável, algo que mesmo assim veio a ser adotado por outros inventores.
Santos Dumont recusava-se a utilizar a bandeira republicana em seus voos, optando por hastear uma flâmula verde e amarela, em sinal de sua simpatia pela monarquia e de sua amizade com a Princesa Imperial do Brasil, Dona Isabel.
Planador e helicóptero
Já tendo acumulado conhecimento técnico, principalmente referente a motores, no começo de 1905, Santos Dumont construiu um aeromodelo de planador, o N-11, inspirado num protótipo autoestável feito 100 anos antes pelo cientista inglês George Cayley, considerado o primeiro aeroplano da História: o modelo, de 1,5 metro de comprimento por 1,2 de envergadura, era provido de asas fixas, cauda cruciforme e um peso móvel para ajustar o centro de gravidade. O planador de Dumont diferia do de Cayley pelas dimensões, pelo perfil das asas e pelo fato de não possuir nenhum peso móvel. O projeto foi abandonado devido a pouca estabilidade. Um artigo de Georges Blanchet publicado em abril de 1904 diverge da descrição do N-11 como um aeromodelo, ao apresentá-lo como um balão dirigível capaz de carregar cinco pessoas e um envelope de 34 metros de comprimento, sendo comprado por um estadunidense.

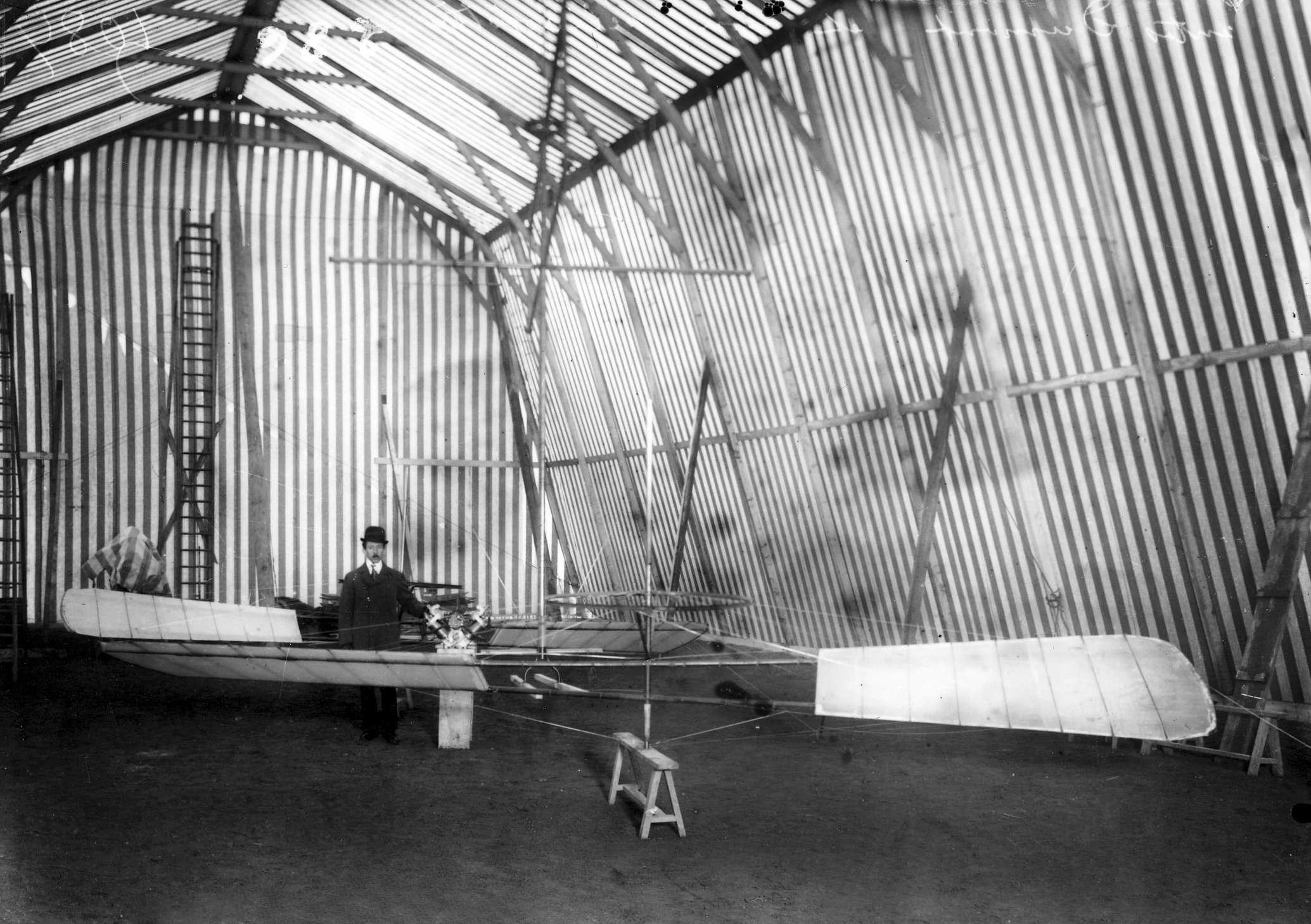
O helicóptero número 12 em construção

A primeira experiência, realizada no dia 13 de maio no Aeroclube da França, foi feita pelos irmãos Dufaux com um protótipo de helicóptero. O modelo, de 17 quilogramas e dotado de um motor de 3 cavalos-vapor, subiu veloz, repetidas vezes até o teto do alpendre do aeroclube, levantando nuvens de pó. Estava demonstrado que mais pesados de grandes dimensões podiam se elevar por meios próprios. A segunda experiência foi feita no dia 8 de junho no rio Sena: Gabriel Voisin subiu no hidroplanador Archdeacon, rebocado por uma lancha pilotada por Alphonse Tellier, La Rapière. O aparelho quase não se ergueu da água e o projeto foi abandonado devido a pouca estabilidade. Ao assistir testes como este, Dumont percebeu que o motor Antoinette utilizado no barco rebocador poderia ser usado num avião, dando origem ao conceito do 14-bis.
Dividido, passou a estudar as duas soluções para o mais pesado. Em 3 de janeiro de 1906, inscreveu-se no Prêmio Deutsch-Archdeacon e antes havia iniciado a construção de um helicóptero, o N-12, mas desistiu do engenho no dia 1 de junho, em razão da impossibilidade de criar um motor leve e potente. Entre os dias 12 de junho e 25 de agosto de 1905 ele testou o dirigível N-14, que recebeu duas versões (14-a e 14-b): a primeira de 41 m de comprimento, 3,4 de diâmetro e 186 de cubagem, com um motor de 14 cv e a segunda com 20 m de comprimento, 6 de diâmetro e um motor de 16 cv.
Diploma Olímpico, 1905
No dia 13 de junho de 1905, representado pelo italiano Conde Eugenio Brunetta d'Usseaux, Pierre de Coubertin concedeu à Santos Dumont o Diploma Olímpico de Mérito Nº 3 por "…representar o ideal Olímpico…" de acordo com Coubertin, que também foi recebido por Theodore Roosevelt, Fridtjof Nansen e William-Hippolyte Grenfell. Pierre considerava a aviação como um esporte; Santos Dumont era descrito como sportsman em "Bulletins" da FAI e o "Paris Sport", de 15 de julho de 1901, descrevia o brasileiro como “um verdadeiro esportista, em toda a acepção da palavra”. A homenagem ao Brasileiro é considerada relevante pelo fato dele já ter sido famoso nessa época e já consagrado como herói em seu país. O Diploma do Santos foi passado para o embaixador Brasileiro na Bélgica, que então repassou para o aviador, de acordo com a edição de 21 de junho de 1905 do Correio Paulistano. Dumont não foi o único representado por outrem na cerimônia e somente William Grenfell recebeu o diploma pessoalmente. A FAI foi criada em 14 de outubro de 1905 seguindo os moldes do Comitê Olímpico Internacional.
14-bis

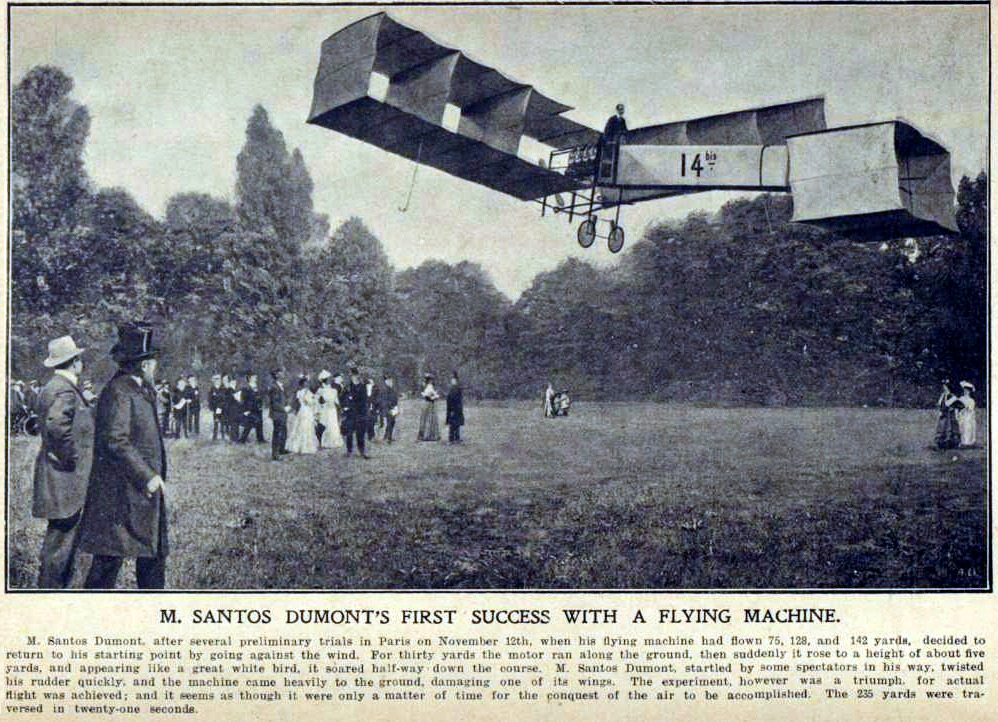
Ilustração do voo do 14-bis em 12 de novembro de 1906, que rendeu a Santos Dumont o Prêmio do Aeroclube da França

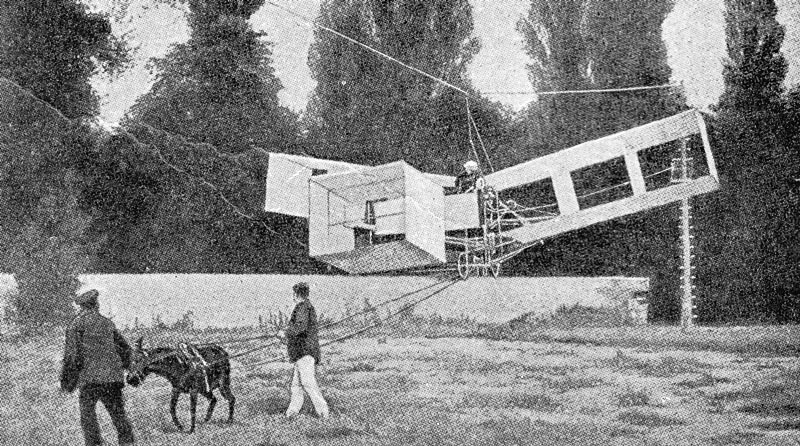
14-bis puxado por um asno durante testes

Construiu então uma máquina híbrida, o 14-bis ou Oiseau de Proie, consolidando seus estudos sobre o que havia sido feito na aviação até então, mesmo sem ter tido experiência com planadores, terminado após dois meses, no fim do primeiro semestre de 1906, um avião unido a um balão de hidrogênio para reduzir o peso e facilitar a decolagem. No dia 18 de julho, Dumont inscreveu-se para disputar as provas por ter concluído o 14-bis e apresentou o exótico aeródino pela primeira vez no dia seguinte, anexado a um balão, em Bagatelle, onde fez algumas corridas, obtendo saltos apreciáveis. Animado, decidiu se inscrever para os prêmios Archdeacon e Aeroclube da França no dia seguinte, data do seu aniversário — completaria 33 anos –, mas foi imediatamente desestimulado pelo capitão Ferdinand Ferber, outro entusiasta da aviação. Ferber havia assistido às demonstrações e não gostara da solução apresentada por Dumont; considerava o híbrido uma máquina impura. "A aviação deve ser resolvida pela aviação!", declarou.
Oiseau de Proie
Santos Dumont resolveu ouvir as críticas do colega. Não concorreria aos prêmios com o misto, mas mesmo assim em 20 de julho inscreveu-se para as provas e nos três dias seguintes continuou a testar o avião acoplado ao balão, de modo a praticar a direção. Ao longo dos testes percebeu que, embora o balão favorecesse a decolagem, dificultava o voo. O arrasto gerado era muito grande. Desfez-se do aeróstato, e o biplano, enfim liberto do seu leve companheiro, recebeu da imprensa o nome de Oiseau de Proie (“Ave de rapina”). O Oiseau de Proie havia sido nitidamente inspirado no hidroplanador testado por Voisin. À semelhança do planador aquático, o invento também consistia num biplano celular baseado na estrutura criada em 1893 pelo pesquisador australiano Lawrence Hargrave, que oferecia boa sustentação e rigidez.
Oiseau de Proie I
O avião tinha 4 metros de altura, 10 de comprimento e 12 de envergadura, com superfície alar de 50 metros quadrados. A massa da aeronave era de 205 quilogramas, sem piloto. As asas ficavam fixas a uma viga, na frente da qual jazia o leme, constituído por uma célula idêntica às das asas. Na extremidade posterior ficava a hélice, movida por um motor Levavasseur de 24 cavalos. O trem de pouso possuía duas rodas. O aeronauta ia em pé. A edição de 23 de setembro de 1906 do "Le Sport Universel Illustré" publicou os detalhes técnicos do 14-bis.
Em 29 de julho, utilizando a força de um jumento, Santos Dumont içou o Oiseau de Proie por meio de um sistema de cabos até o alto de uma torre de 13 metros de altura (2 metros ficavam fincados no chão), instalada havia alguns dias em sua propriedade em Neuilly. Essa armação era muito semelhante à que Ferber havia utilizado em Chalais-Meudon para os experimentos de maio de 1905 com o 6-bis. O avião, suspenso por um gancho móvel conectado a um fio de aço inclinado, deslizou sem a hélice 60 metros do topo da torre até outra menor, de apenas seis metros, sem acionar o motor, fincada no Boulevard de la Seine. O metódico inventor procurava sentir como seria voar em aeroplano e ao mesmo tempo estudar o centro de gravidade do aparelho. Em agosto o 14-bis não foi bem-sucedido ao tentar decolar, pois o motor de 24 hp não era suficientemente potente. No dia 13 de setembro, o 14-bis realizou um voo experimental de 7 a 13 metros com um motor Antoinette de 50 hp, as 8h40m, que acabou em um acidente que danificou a hélice e o trem de pouso, mas que foi elogiado pela revista La Nature. No dia 30 ele interrompeu os testes do 14-Bis para participar da Copa Gordon Bennett com o balão Deux Amériques, tendo abandonado ao sofrer um acidente após percorrer 134 quilômetros em 6 horas e 20 minutos de voo. O acidente ocorreu ao tentar uma manobra que fez-lhe ter o braço fraturado pela engrenagem do motor.
Oiseau de Proie II

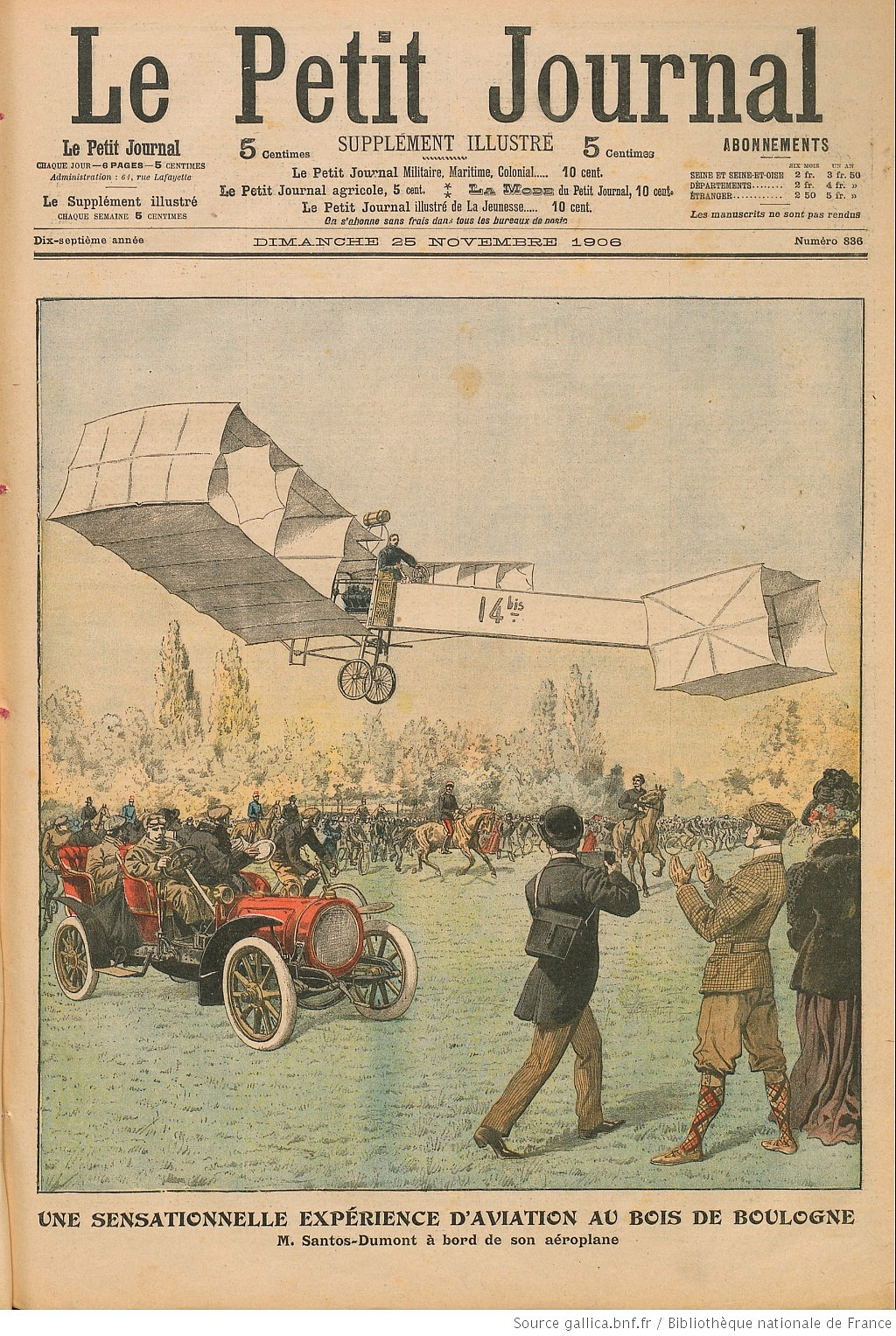
O voo do Oiseau de Proie III na capa do Le Petit Journal de 25 de novembro

No dia 23 de outubro, Santos Dumont apresentou-se em Bagatelle com o Oiseau de Proie II, uma modificação do modelo original. O avião havia sido envernizado para reduzir a porosidade do tecido e aumentar a sustentação. A roda traseira fora suprimida. Pela manhã limitou-se a manobrar o aeroplano pelo gramado, até que o eixo da hélice se partiu, só sendo consertado à tarde, após o que o avião foi colocado em posição para uma tentativa oficial. Uma multidão estava presente e tinha expectativas com a apresentação do dia. Às 16h45min Santos Dumont ligou o motor.
A prova havia sido cumprida. Mais do dobro da distância predeterminada fora coberta. O avião tripulado havia se elevado no espaço e se sustentado por 60 metros em pleno ar, sem o aproveitamento de ventos contrários, sem a utilização de rampas, catapultas, declives ou outros artifícios. O voo havia se dado unicamente pelos próprios meios do aparelho, o que constituía uma façanha inédita. Nestas condições, o primeiro voo pela definição concreta de um avião havia se concretizado.
A multidão comemorou em entusiasmo, correu até o piloto e o carregou em triunfo. Os juízes também haviam sido tomados de emoção e, surpresos, esqueceram-se de cronometrar e acompanhar o voo, e devido à falha o recorde não foi homologado. Brandão 2018, diz que pelo Comitê do Aeroclube ter estado parcialmente presente, um novo teste foi marcado para o dia 12 de novembro.
"Lutei, a princípio, com as maiores dificuldades para conseguir a completa obediência do aeroplano. Era o mesmo que arremessar uma flecha com a cauda para a frente. Em meu primeiro vôo, após sessenta metros, perdi a direção e caí... Não mantive mais tempo no ar, não por culpa da máquina, mas exclusivamente minha."— Santos Dumont.
Oiseau de Proie III

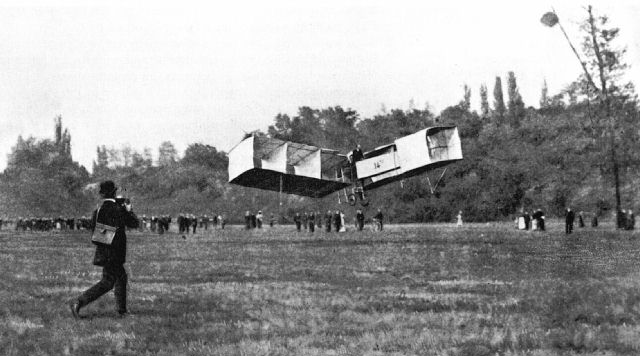
Voo de 12 de novembro de 1906

O avião havia sido inventado, mas ainda era uma máquina muito precária. Para disputar o Prêmio do Aeroclube da França, Santos Dumont inseriu entre as asas duas superfícies octogonais (ailerons rudimentares) com as quais esperava obter melhor controle da direção e criou o Oiseau de Proie III. Dumont foi pioneiro ao implementar os ailerons em sua aeronave.

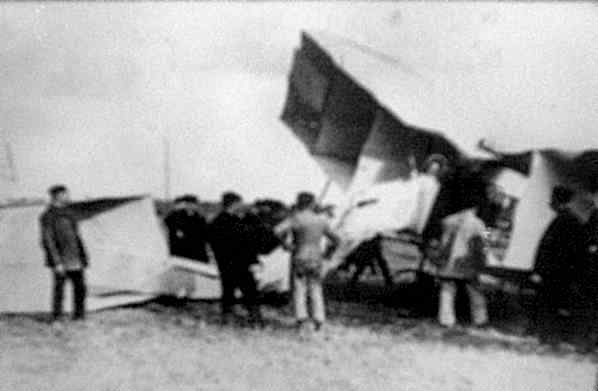
14-Bis após seu acidente em 1907

Dumont concorreu ao prêmio em 12 de novembro de 1906, mais uma vez em Bagatelle. Fez cinco voos públicos nesse dia: um às 10h, de 40 metros; dois outros às 10h25min, respectivamente de 40 e 60 metros, quando o eixo da roda direita se quebrou. A avaria foi reparada durante o almoço e Santos Dumont recomeçou às 16h09min. Cobriu 82,60 metros, ultrapassando o feito de 23 de outubro, atingindo 41,3 km/h. Às 16h45min, com o dia já terminando, partiu contra o vento e voou 220 metros, por 21 segundos e uma velocidade média de 37,4 km/h, ganhando o Prêmio do Aeroclube da França. Estes foram os primeiros voos de avião registrados por uma companhia cinematográfica, a Pathé. Os Irmãos Wright, após saberem da experiência de 12 de novembro, enviaram uma carta ao Capitão Ferdinand Ferber pedindo "notícias exatas sobre as experiências de Bagatelle", incluindo "um relatório fiel dos ensaios e uma descrição da máquina voadora, acompanhada de um esquema". Santos Dumont chegou a adotar a configuração proposta pelos irmãos Wright e colocou o leme dianteiro do 14-bis, que descreveu ser "o mesmo que tentar arremessar uma flecha com a cauda para a frente…”. Para testar a ideia de que o leme na parte posterior aumentasse o ângulo de incidência das asas, Dumont construiu um novo aparelho, sem abandonar o 14-bis, e testou-o em março de 1907, sem decolar devido a um trem de pouso primitivo que não permitia que o avião manobrasse para sair do chão.
Oiseau de Proie IV
Retornou para o 14-bis já tendo realizado outras alterações na aeronave após 12 de novembro e no dia 04 de abril de 1907, em Saint-Cyr, a aeronave voou por 50 metros, entrou em oscilação, caiu, sendo despedaçado e tendo seu projeto abandonado.
Novos aviões

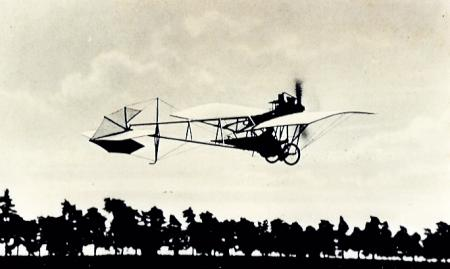
O Demoiselle de Santos Dumont em voo

Fez ainda o N-15, um biplano, com o leme atrás, ao contrário do formato canard, o N-16, misto de dirigível e avião, o N-17 e o N-18, um deslizador aquático usado para testar o formato de asa de forma submersa.
Descontente com os resultados dos números 15 a 18, fez uma nova série, de tamanho menor e mais aprimoradas, como os Demoiselle, que era capaz de chegar até 90 quilômetros por hora. Foi testado pela primeira vez em novembro de 1907, retornando numa ideia abandonada de 1905, mas logo percebeu que o avião "… tinha graves problemas estruturais.", de acordo com Henrique Lins de Barros. Porém, no dia 17 de novembro de 1907, concorreu ao prêmio Deutsch-Archdeacon, atravessando 200 metros a uma altura de 6 metros, mas abandonando antes dos 1 000 metros requisitados devido a uma pane na aeronave.

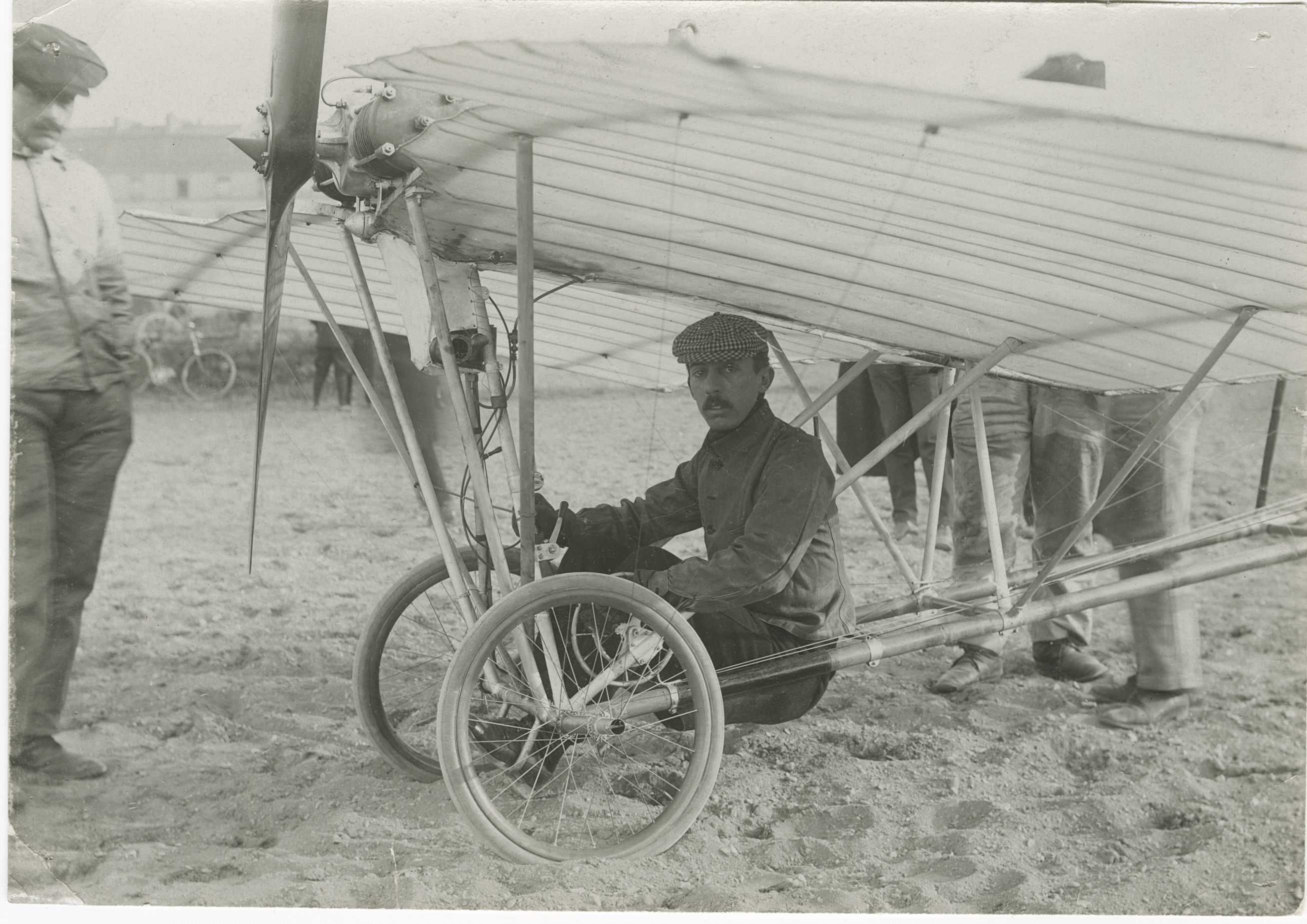
Santos-Dumont em 1910

Em 1909 apresentou o Demoiselle Nº 20, aperfeiçoado e considerado "o primeiro ultraleve da história". Este avião foi feito com a visão de ser especializado em competições esportivas e teve 300 cópias em vários países europeus e nos Estados Unidos, além dos seus esquemas terem sido publicados nas edições de jun-jul de 1910 do Popular Mechanics. Com o objetivo não comercial do inventor, esse avião consolidou o papel de Dumont no nascimento da aviação no século XX. O Demoiselle também contava com um motor de invenção original de Santos Dumont e o modelo Nº 20, capaz de realizar voos de até 2 quilômetros e atingir 96 km/h. Devido ao baixo custo e alta segurança da aeronave, ela foi utilizada para treino de pilotos durante a 1ª Guerra.
A aeronave encontra-se em exposição permanente no Museu Aeroespacial de Le Bourget. Em 1908, quando os irmãos Wright passaram a apresentar-se publicamente depois de utilizarem a tecnologia europeia e seus colegas já estavam sendo premiados, já parecia ter se afastado das provas.

## Últimos anos de vida
Santos Dumont começou a sofrer de esclerose múltipla. Envelheceu na aparência e sentiu-se cansado demais para continuar competindo com novos inventores nas diversas provas. Porém, em 22 de agosto de 1909, ele participou da Grande Semana da Aviação em Reims, onde realizou seus últimos voos. Após sofrer um acidente com o Demoiselle em 4 de janeiro de 1910, ele encerrou as atividades de sua oficina e retirou-se do convívio social. Entretanto, Dumont continuou trabalhando na popularização da aviação. No dia 12 de novembro de 1910 foi inaugurado um monumento em Bagatelle e em 24 de outubro de 1913 foi inaugurado o monumento Ícaro, referente a conquista do Prêmio Deutsch, feito pelo escultor Georges Colin. No mesmo dia ele foi promovido à Comendador da Legião de Honra e logo após estes eventos ele retornou ao Brasil após 10 anos de ausência, retornado à França no ano seguinte. Chegou a encomendar um novo Demoiselle em 1913, mas não há evidência de que tenha realizado voos neste aparelho.
Em agosto de 1914, a França foi invadida pelas tropas do Império Alemão. Era o início da Primeira Guerra Mundial, com isso, ofereceu seus serviços ao Ministério da Guerra Francês, chegando a se alistar como chofer. Aeroplanos começaram a ser usados na guerra, primeiro para observação de tropas inimigas e, depois, em combates aéreos. Os combates aéreos ficavam mais violentos, com o uso de metralhadoras e disparo de bombas. Santos Dumont viu, de uma hora para a outra, seu sonho se transformar em pesadelo. Daí começava sua guerra de nervos.

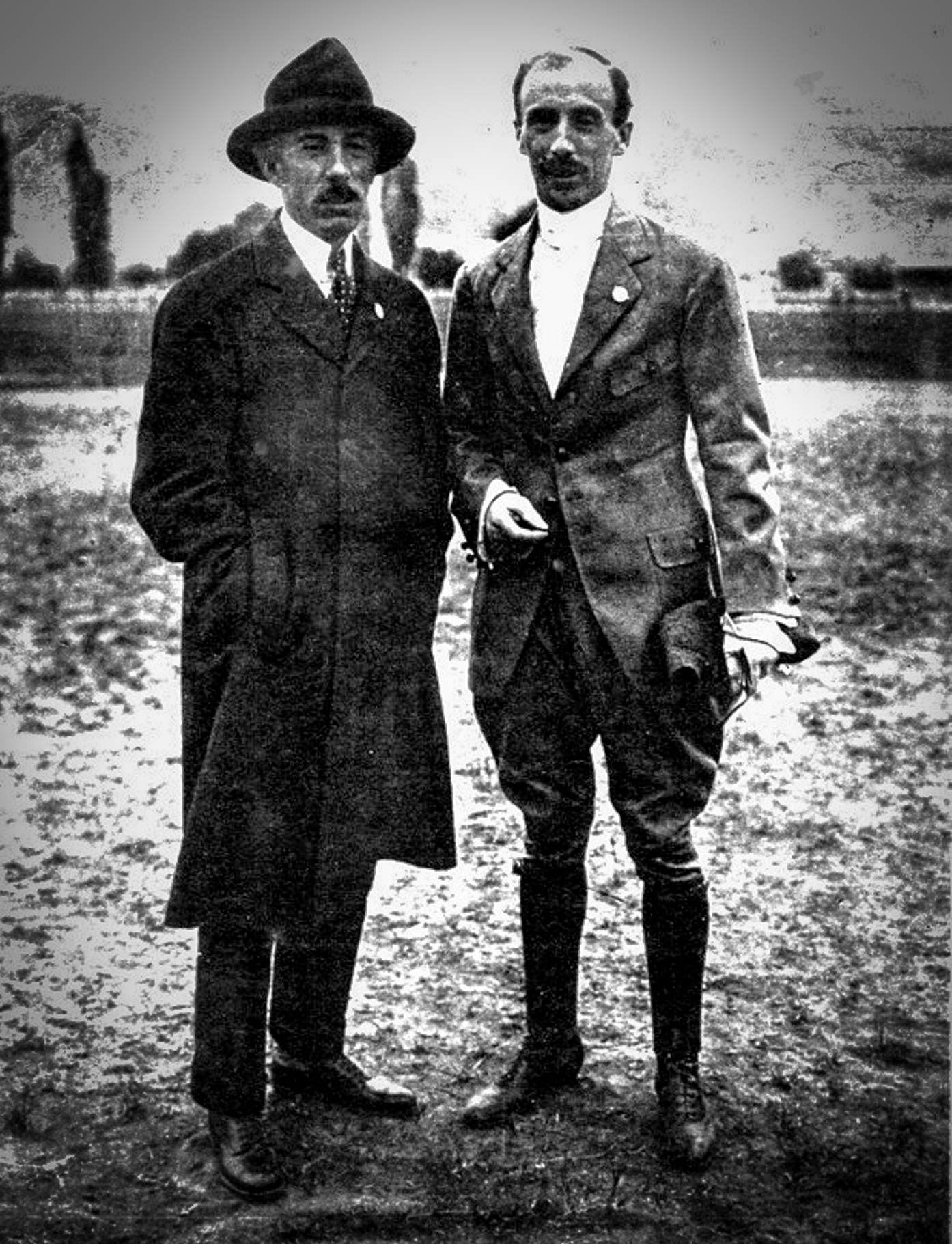
Santos Dumont em 1916 com outro pioneiro da aviação, o argentino Eduardo Bradley

Santos Dumont agora se dedicava ao estudo da astronomia, residindo em Trouville, perto do mar. Para isso usava diversos aparelhos de observação, que os vizinhos julgaram ser aparelhos de espionagem para colaborar com os alemães. Foi preso sob essa acusação. Após o incidente ser esclarecido, o governo francês pediu desculpas formalmente. Isso o deixou deprimido, considerando que havia oferecido sua ajuda aos militares. Este evento o levou a destruir todos os seus documentos aeronáuticos.
Em 1915, sua saúde piorava e decidiu retornar ao Brasil. No mesmo ano, participou do 11º Congresso Científico Pan-Americano nos Estados Unidos, tratando do tema da utilização do avião para facilitar o relacionamento entre os países da América. Em seu discurso ele demonstrou-se preocupado com a eficiência do avião como arma de guerra, mas defendeu a criação de uma esquadra para a defesa da costa com as palavras: “Quem sabe quando uma potência europeia há de ameaçar um Estado americano?". Devido ao seu pacifismo, esta posição pode ser vista de forma surpreendente. No posfácio do romance histórico "O Homem com Asas", Arthur Japin diz que, quando Dumont retornou ao Brasil, ele "queimou todos os seus diários, cartas e desenhos". Em 1916, foi Presidente Honorário da 1ª Conferência Pan-Americana de Aeronáutica no Chile, que tinha como objetivo o de criar uma Federação Aeronáutica com todas as Américas, onde, representando o Aeroclube da América a pedido do Governo dos Estados Unidos, defendeu o uso pacífico do avião e ao retornar ao Brasil, passando pelo Paraná, sugeriu a criação do Parque do Iguaçu.
No livro O Que Eu Vi, O Que Nós Veremos, Dumont transcreveu cartas de 1917 de sua autoria ao Presidente da República dos Estados Unidos do Brasil (nome oficial do Brasil à época), sobre o atraso da indústria aeronáutica militar no Brasil, salientando a necessidade da instalação de campos de pouso militares tanto do Exército como da Marinha. Destacava ainda que o assunto não era tratado com a atenção devida, sendo que na Europa, nos Estados Unidos da América e mesmo na América do Sul, no caso na Argentina e no Chile, o tema já era amplamente desenvolvido. Na mesma obra ele também expõe suas ideias, que envolviam a necessidade de preparar os recursos humanos na aeronáutica, além de tornar o país tecnologicamente independente.

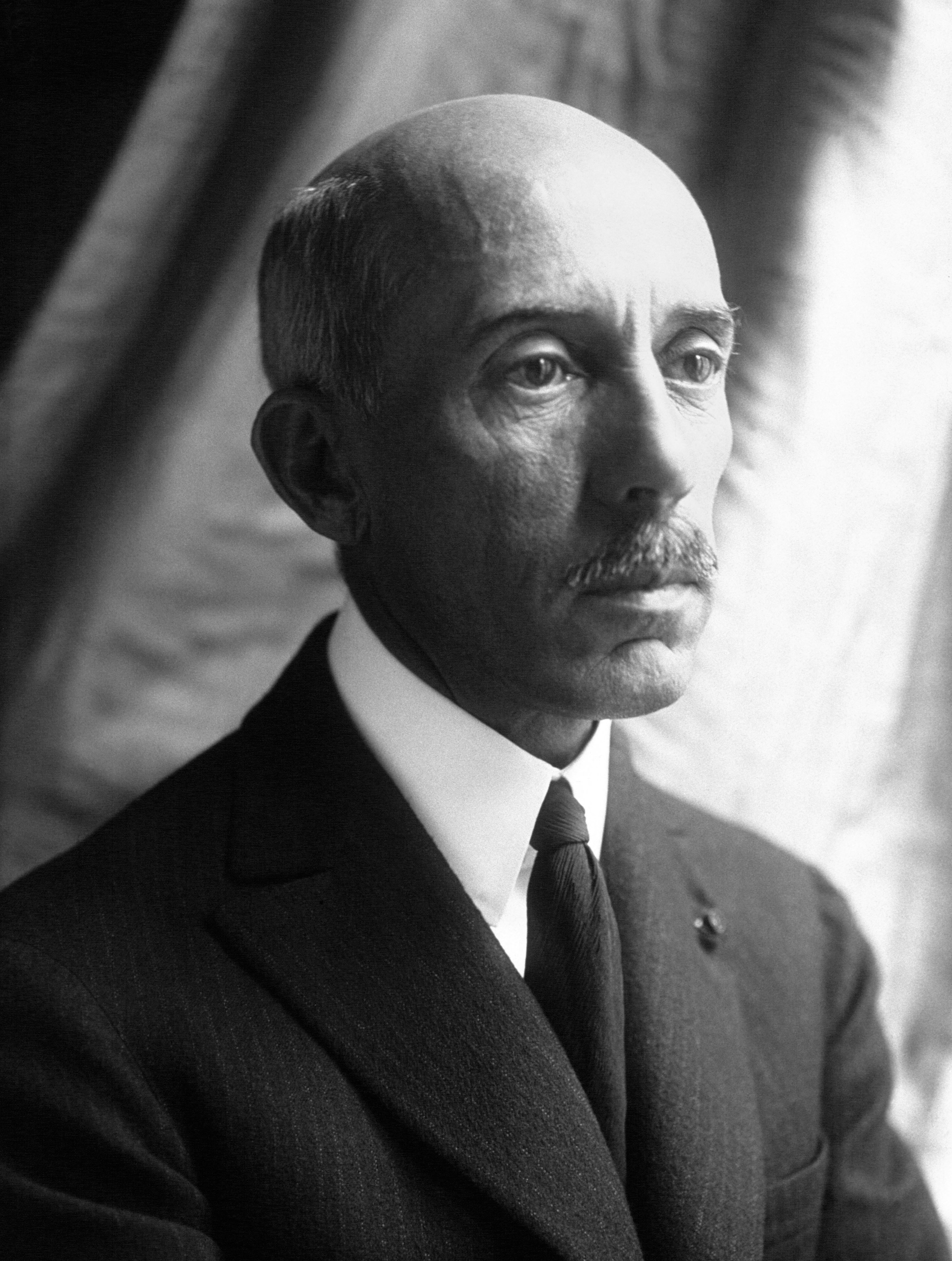
Santos Dumont em 1922

Já com a depressão que ia acompanhá-lo nos seus últimos dias, encontrou refúgio em Petrópolis, onde projetou e construiu, em um terreno dado pelo governo, o seu chalé "A Encantada": uma casa com diversas criações próprias, como uma mesa de refeições de grande altura, um chuveiro de água quente e uma escada diferente, onde só se pode pisar primeiro com o pé direito e que cada degrau não ocupa toda extensão, evitando assim que o calcanhar seja machucado. A casa atualmente funciona como um museu. Em 1918, nesta casa, escreveu sua segunda obra, "O que eu vi, o que nós veremos". Permaneceu lá até 1922, quando visitou a França chamado por amigos. Não estabeleceu mais um local fixo. Permanecia algum tempo em Paris, São Paulo, Rio de Janeiro, Petrópolis e na Fazenda Cabangu, em sua cidade natal. Em 1919 ele fez com que o Ministro dos Estados Unidos no Brasil contatasse o Secretário Assistente da Marinha dos EUA Franklin D. Roosevelt, como forma de lobby em favor de uma maior cooperação aeronáutica entre o Brasil e os EUA.

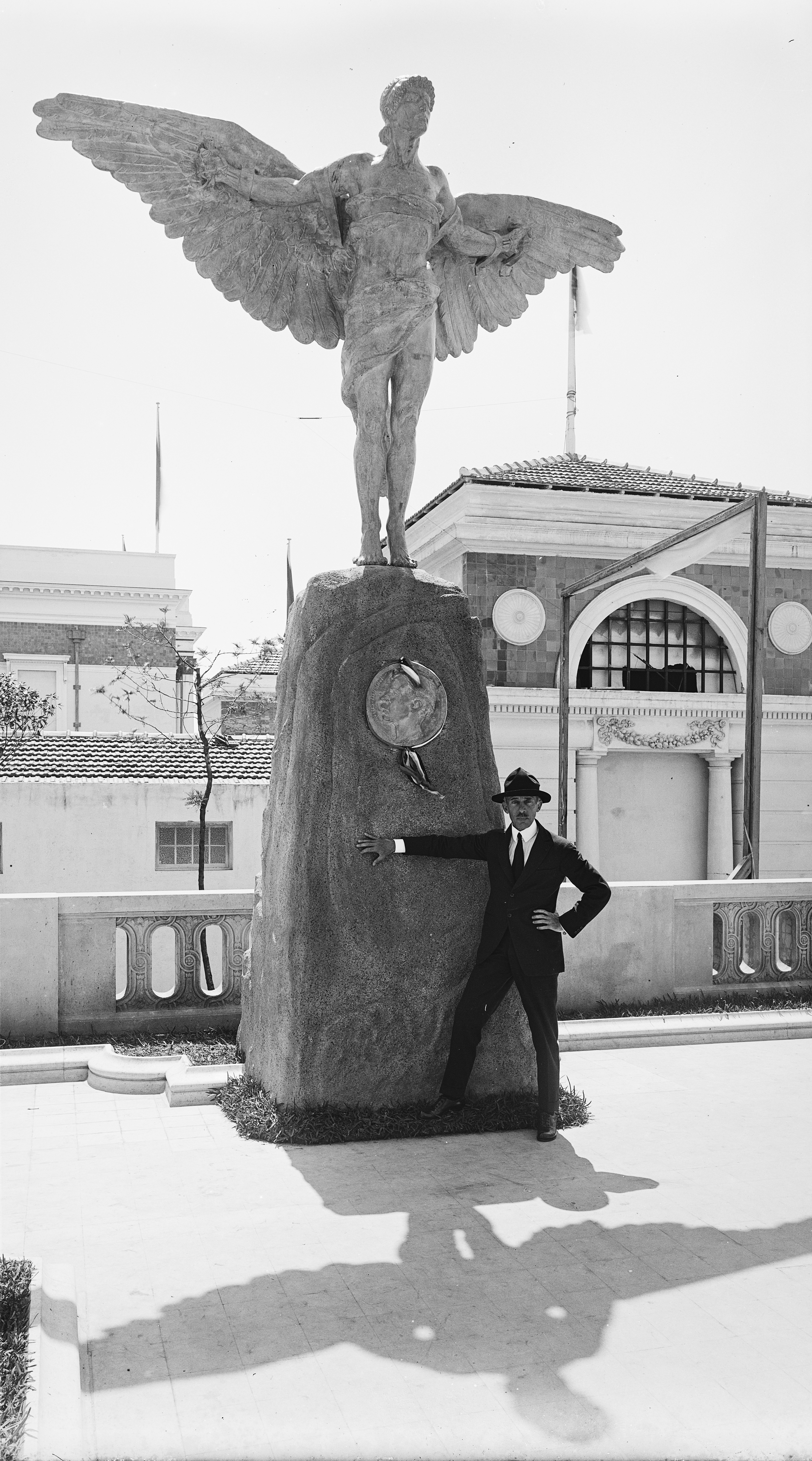
Alberto Santos Dumont em frente à réplica do monumento de Ícaro em 12 de março de 1923.

Em 1922, condecorou Anésia Pinheiro Machado, que durante as comemorações do centenário da independência do Brasil, fizera o percurso Rio de Janeiro-São Paulo num avião. No dia 14 de maio, realizou sua última ascensão de balão. Antes, em 1920, mandou erguer um túmulo para seus pais e para si mesmo, no Cemitério São João Batista, no Rio de Janeiro. O túmulo é uma réplica do Ícaro de Saint-Cloud. Também em 1920, Dumont iniciou sua campanha internacional contra o uso bélico das aeronaves, mas sem sucesso. Dia 23 de abril de 1923 ele foi até Portugal para buscar os restos mortais de sua mãe. No dia 7 de junho, foi agraciado com o grau de Comendador da Ordem Militar de Sant'Iago da Espada, de Portugal. No dia 21 de agosto iniciou a construção do túmulo de seus pais, onde foi colocada uma réplica do Ícaro de Saint Cloud ofertado pelo Governo Francês e por fim realizou o translado dos restos mortais de seus pais no dia 23 de outubro. Entre as sepulturas de seus pais, Dumont pessoalmente encarregou-se de cavar a própria.
No dia 6 de novembro de 1924, foi eleito Grande-Oficial da Ordem de Leopoldo II. Em 25 de janeiro de 1925, com o objetivo de cuidar de sua saúde, Santos tenta se tratar com águas termais "que têm bastante rádio", mas não foi bem-sucedido. Em março, numa carta, Santos descreve-se como estando "extremamente magro, como um esqueleto". Numa carta de 29 de abril, Santos reclama de ruídos no ouvido. Em julho, foi internado na Suíça.
Em janeiro de 1926, apelou à Liga das Nações, através de seu amigo e embaixador Afrânio de Melo Franco, para que se impedisse a utilização de aviões como armas de guerra. Chegou a oferecer dez mil francos para quem escrevesse a melhor obra contra a utilização militar de aviões. Dumont foi o primeiro aeronauta a falar contra o uso bélico do avião. No mesmo ano ele escreveu ao senador Paulo de Frontin recusando uma proposta feita por terceiros que visava torná-lo um general.
Em maio de 1927, chegou a ser convidado pelo Aeroclube da França para presidir o banquete em homenagem a Charles Lindberg, pela travessia do Atlântico, feita por ele próprio, mas declinou do convite devido a seu estado de saúde. Passou algum tempo em convalescença em Glion, na Suíça, e depois retorna à França. O pesquisador Henrique Lins de Barros descreve que "por volta de 1925, entra gradualmente num estado de depressão quase permanente".
Em 3 de dezembro de 1928 ele retornou ao Brasil no navio Cap Arcona. A cidade do Rio de Janeiro recebê-lo-ia festivamente. O hidroavião que ia fazer a recepção, levando vários professores da Escola Politécnica, da empresa Condor Syndikat, que fora batizado com seu nome, sofreu um acidente, sem sobreviventes, ao sobrevoar o navio onde Santos Dumont estava. Após este evento, ele se trancou no Copacabana Palace e somente saiu para participar dos funerais. Em 10 junho de 1930, foi condecorado pelo Aeroclube da França com o título de Grande Oficial da Legião de Honra da França. Seu discurso foi registrado num filme sonoro.

## Morte

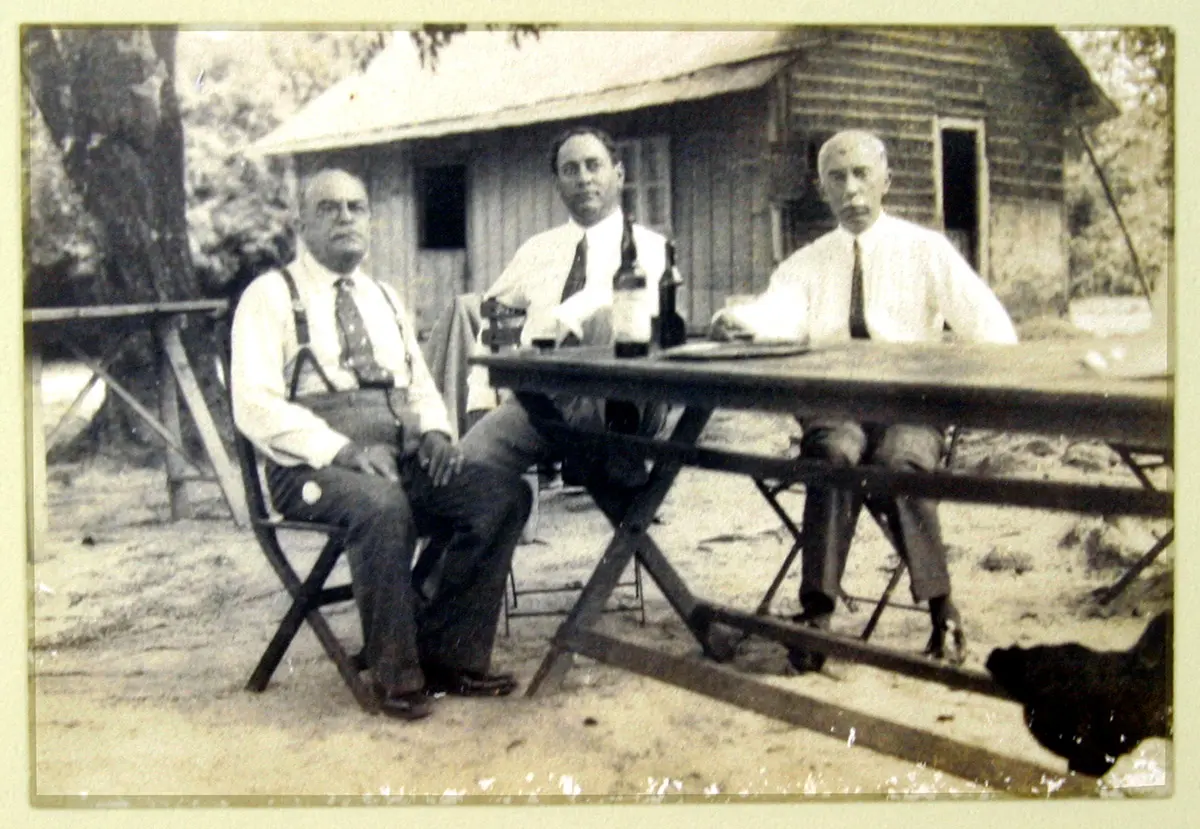
Última foto de Santos Dumont (dir.), ao lado de Jorge Dumont e João Fonseca.

No dia 28 de outubro de 1930, na França, Santos Dumont foi internado, e no dia 14 de abril do ano seguinte, escreveu seu primeiro testamento. Em 1931 esteve internado em casas de saúde em Biarritz e em Orthez, no sul da França, onde tentou suicidar-se com sobredose de medicação. Antônio Prado Júnior, ex-prefeito do Rio de Janeiro (então capital do Brasil), havia sido exilado pela Revolução de 1930 e fora para a França. Encontrou Santos Dumont em delicado estado de saúde, o que o levou a entrar em contato com sua família e a pedir ao seu sobrinho Jorge Dumont Vilares, que fosse buscá-lo na França. Antes de voltar ao Brasil, a bordo do vapor Lutetia, no dia 3 de junho de 1931, Santos Dumont já havia tentado suicídio na Europa, sendo impedido por seu sobrinho. Ele não retornaria mais à França. Em 4 de junho de 1931 foi eleito membro da Academia Brasileira de Letras, apesar de não ser da sua vontade ser eleito. De volta ao Brasil, passou por Araxá, em Minas Gerais, Rio de Janeiro, São Paulo e finalmente instalou-se no Grand Hôtel La Plage, no Guarujá, em maio de 1932.
Em 1932 ocorreu a revolução constitucionalista, em que o estado de São Paulo se levantou contra o governo revolucionário de Getúlio Vargas. No dia 14 de junho daquele ano, Santos Dumont escreveu uma carta em favor da "…ordem constitucional no país…" para o governador Pedro de Toledo, porém, ao conversar com o professor e amigo José de Oliveira Orlandi por telefone, Dumont disse: “Meu Deus! Meu Deus! Não haverá meio de evitar derramamento de sangue de irmãos? Por que fiz eu esta invenção que, em vez de concorrer para o amor entre os homens, se transforma numa arma maldita de guerra? Horrorizam-me estes aeroplanos que estão constantemente pairando sobre Santos”.

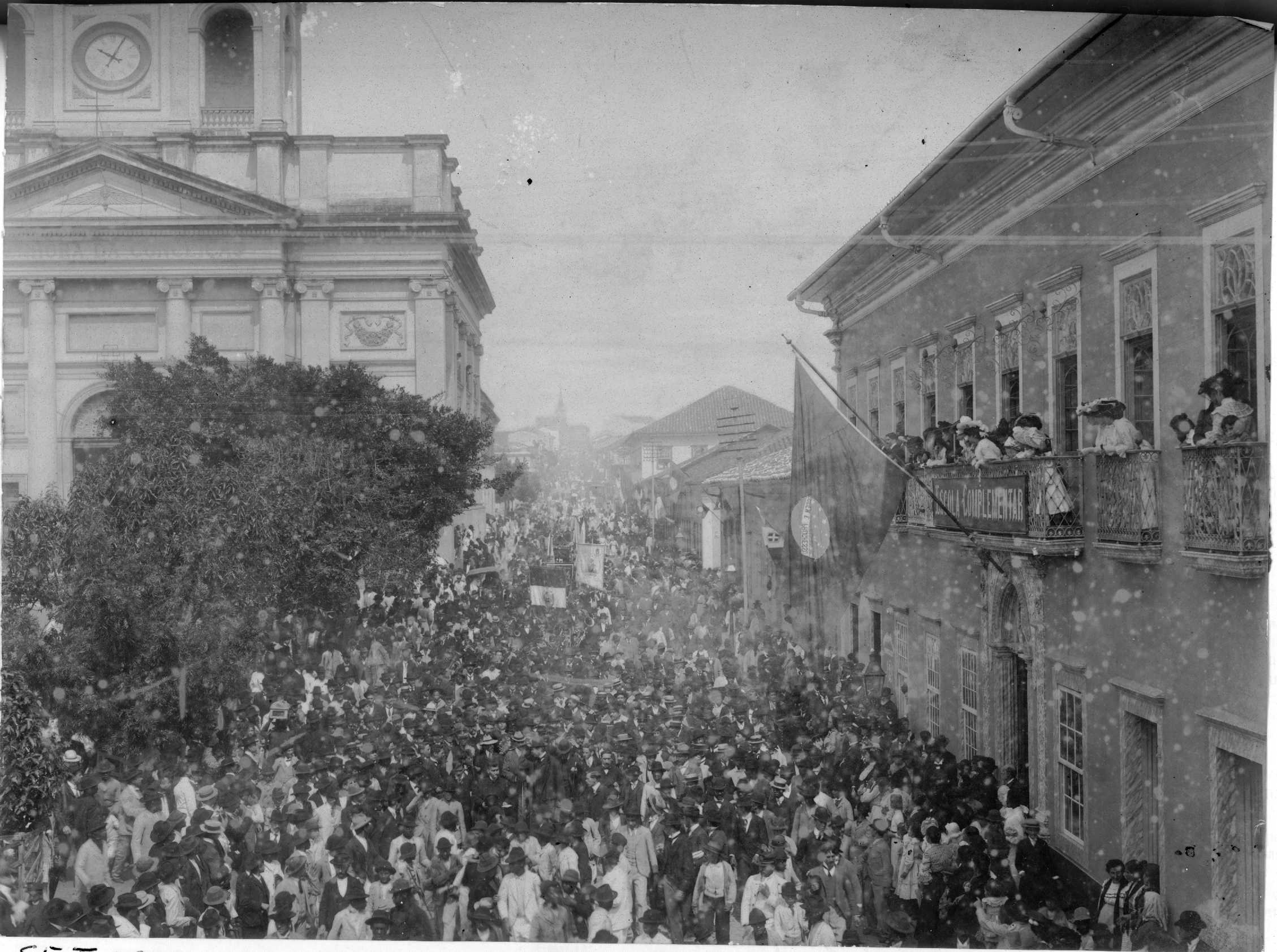
Cortejo fúnebre de Santos Dumont

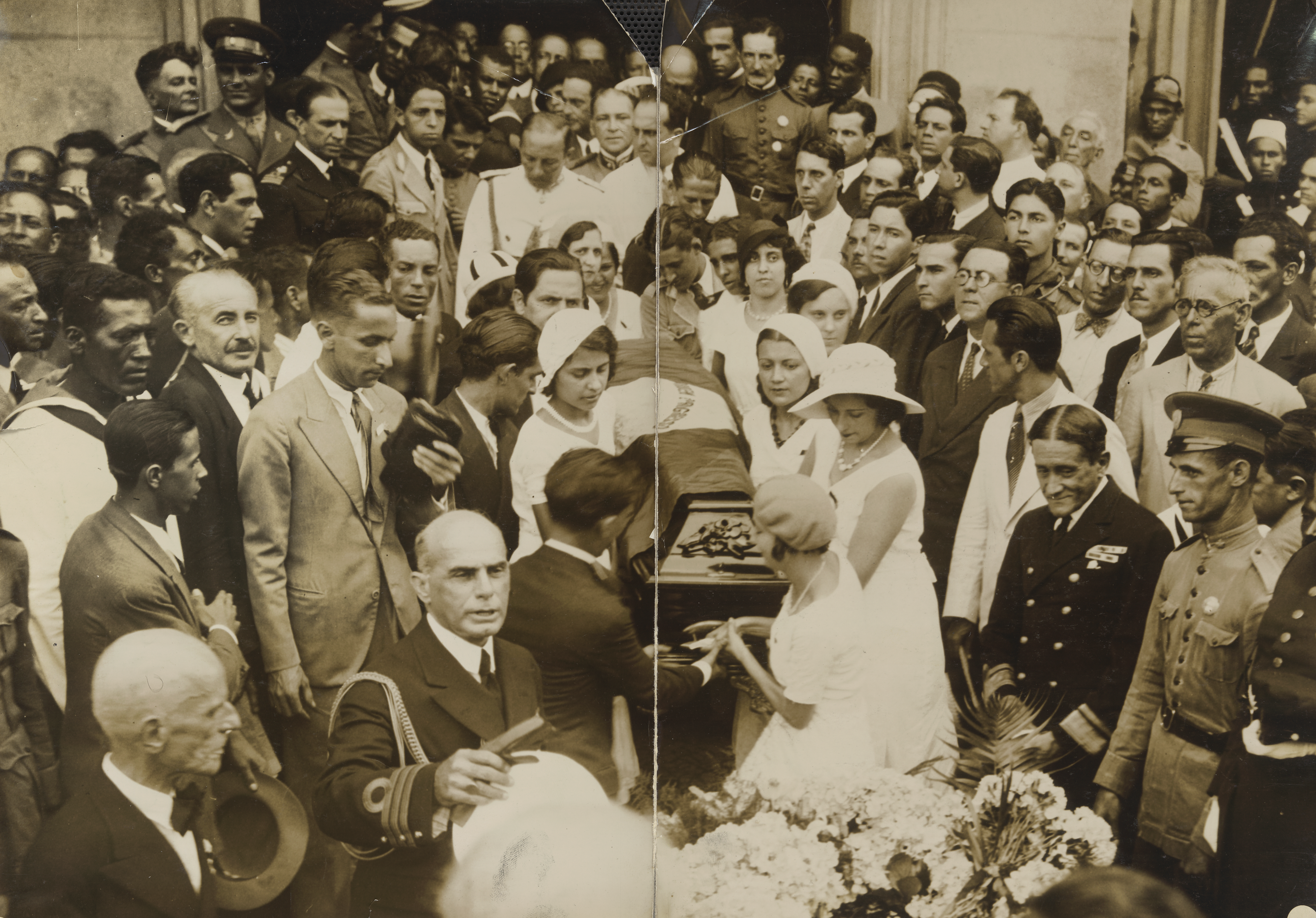
Enterro de Santos Dumont

Apesar disso o conflito aconteceu e aviões atacaram o Campo de Marte, em São Paulo, no dia 23 de julho. Possivelmente, sobrevoaram o Guarujá, e a visão de aviões em combate pode ter causado uma angústia profunda em Santos Dumont que, nesse dia, aproveitando-se da ausência de seu sobrinho, suicidou-se, aos 59 anos. O Decreto n° 21 668 estabeleceu três dias de luto. Os médicos legistas Roberto Catunda e Ângelo Esmolari, que assinaram seu atestado de óbito, registraram a morte como ataque cardíaco. Entretanto, as camareiras que acharam o corpo, relataram que ele havia se enforcado com a gravata. Porém, de acordo com Henrique Lins de Barros, por muito tempo foi proibido falar que ele havia se suicidado e que o fato de ele ter se suicidado devido ao uso militar do avião seria uma lenda do período getulista, porquanto o governo procurava mitificá-lo e o suicídio poderia derrubar essa ideia. A causa real provavelmente foi a depressão e o transtorno bipolar. A ordem do governador Pedro de Toledo, diante da morte de Santos Dumont, foi: “Não haverá inquérito, Santos Dumont não se suicidou”, mas em 1944, o jornalista Edmar Morel revelou publicamente a causa da morte como suicídio.
Dumont não deixou descendência ou nota de suicídio. Seu corpo foi enterrado no Cemitério São João Batista, no Rio de Janeiro, no dia 21 de dezembro de 1932, durante grande temporal, sob a réplica do Ícaro de Saint Cloud, construída por Santos Dumont, após seus restos mortais terem ficado por cinco meses na capital paulista. O médico Walther Haberfield removeu secretamente o coração do Pai da aviação durante o processo de embalsamento, e o preservou em formol, mantendo segredo sobre isso. Após doze anos, quis devolvê-lo à família Dumont, que não aceitou. O médico, então, doou o coração do inventor ao governo brasileiro, após pedido da Panair do Brasil. Hoje o coração está exposto no museu da Força Aérea, no Campo dos Afonsos, no Rio de Janeiro, dentro de uma esfera carregada por Ícaro, projetada por Paulo da Rocha Gomide.

## Legado e homenagens
“Contavam-se sobre nosso amigo brasileiro várias lendas. Diziam que possuía uma fortuna imensa! Ora, esta fortuna era somente uma situação remediada. Mas, como explicar o gesto deste homem que distribuía prêmios concedidos à performances a instituições de caridade?... Estas liberalidades não podiam, aos olhos do público, apoiar-se senão sobre uma fortuna fabulosa. Nada disso: Santos Dumont era a própria generosidade, a elegância inata, a bondade e a retidão. Dava sem contar e sem prever, movido por uma virtude irresistível... Não deixou como herança senão o seu  nome gravado em nossos corações. Os que o conheceram não puderam deixar de amá-lo”.— Gabriel Voisin
|                                                                 |  |                                                                       |
| Monólito no local do voo de Santos Dumont no Campo de Bagatelle |  | Monumento a Santos Dumont em Saint-Cloud, França, inaugurado em 1910. |

Em 25 de julho de 1909, Louis Blériot atravessou o Canal da Mancha, tornando-se um herói na França. Santos Dumont, em carta, parabenizou Blériot, seu amigo, com as seguintes palavras: "Esta transformação da geografia é uma vitória da navegação aérea sobre a navegação marítima. Um dia, talvez, graças a você, o avião atravessará o Atlântico". Blériot, então, respondeu: "Eu não fiz mais do que segui-lo e imitá-lo. Seu nome para os aviadores é uma bandeira. Você é o nosso líder". Em homenagem, o último projeto de Blériot foi batizado de Santos-Dumont. Dias 2005 diz que a influência do inventor foi tanto em seu desenvolvimento aeronáutico, tanto na defesa do uso público e pessoal da aeronáutica, seja através do mais leve e o mais pesado que o ar.
Ao longo de carreira, a imagem de Santos-Dumont estampou produtos, seu chapéu panamá e colarinho foram replicados, seus balões foram transformados em brinquedos e confeiteiros o homenageavam com bolos em forma de charutos. A mídia europeia e estadunidense o apresentava como um "aeronauta francês", ou acentuava sua ascendência francesa, enquanto a mídia brasileira o reapropriava como um brasileiro.
Em reconhecimento às suas conquistas, o Aeroclube da França o homenageou com a construção de dois monumentos: o primeiro, em 1910, erguido no Campo de Bagatelle, onde realizara o voo com o Oiseau de Proie, e o segundo, em 1913, em Saint-Cloud, em comemoração do voo do dirigível Nº 6, ocorrido em 1901. Por ocasião da inauguração do monumento de Saint-Cloud — uma bela e imponente estátua de Ícaro — um de seus amigos de longa data, o desenhista Georges Goursat (vulgo “Sem”), escreveu para a revista L’Illustration as linhas que se seguem:
|                                                                          |  |                                                                   |
| Caricatura de Santos Dumont na revista estadunidense Vanity Fair em 1901 |  | Busto de Santos Dumont na embaixada do Brasil em Washington, D.C. |

"Esse soberbo gênio de formas atléticas, de grave perfil, que mantém abertas nas amarras dos braços as suas asas, rudemente empunhadas como dois escudos, simboliza nobremente a grande obra de Santos Dumont: ele evocaria de uma maneira bem inexata o pequeno grande homem simples, ágil e risonho, que ele é em realidade. Vestido com um casaco e com uma calça muito curta sempre arregaçada, coberto com chapéu mole cujos bordos estão em contrapartida sempre rebatidos, ele nada tem de monumental. O que o distingue é o gosto pela simplificação, das formas geométricas, e tudo no seu aspecto denota este caráter. Tem paixão pelos instrumentos de precisão. Sobre a sua mesa de trabalho estão instaladas pequenas máquinas de precisão, verdadeiras jóias da mecânica, que não lhe servem para nada e estão lá somente para o prazer de tê-las como bibelôs. Ali se vê, ao lado de um barômetro e de um microscópio do último modelo, um cronômetro de marinha, na sua caixa de mogno. Até mesmo no terraço de sua vila ergue-se um esplêndido telescópio, com o qual ele se dá à fantasia de inspecionar o céu. Tem horror a toda complicação, a toda a cerimônia, a todo fausto. Assim, que rude e deliciosa provação para a sua modéstia, esta inauguração! Há treze anos eu o conheço; foi a primeira vez que o vi de cartola e sobrecasaca. E, mesmo para essa única circunstância – suprema concessão aos costumes –, suas calças corretamente esticadas cobriam as espantadas botinas. Ao pé de seu próprio monumento, vestido de herói oficial, enternecido de constrangimento e falta de jeito, ele me pareceu como uma espécie de mártir da glória."
Em 31 de julho de 1932 o decreto estadual n° 10 447 mudou o nome da cidade de Palmira, em Minas Gerais, para Santos Dumont. A Lei n° 218, de 4 de julho de 1936, declara 23 de outubro o dia do aviador, em homenagem ao primeiro voo da história, realizado nesta data, em 1906, "para que esta comemoração tenha sempre condigna celebração cívica, esportiva e cultural, especialmente escolar, acentuando-se a iniciativa do notável brasileiro Santos Dumont". Em 16 de outubro de 1936, o primeiro aeroporto do Rio de Janeiro, Aeroporto do Rio de Janeiro-Santos Dumont, foi batizado com seu nome.
| |  | |
| Alexandre e Marcos Villares, sobrinhos-bisnetos de Santos Dumont, na cerimônia de inscrição de Santos Dumont como herói nacional em Brasília, 26 de julho de 2006 |  | Cerimônia do 140º aniversário de nascimento de Alberto Santos Dumont na Base Aérea de Brasília, em 19 de julho de 2013 |

A Lei Nº 165, de 5 de dezembro de 1947, concedeu-lhe o posto honorífico de tenente-brigadeiro. A casa natal de Santos Dumont, em Cabangu, Minas Gerais, foi transformada no Museu de Cabangu pelo decreto estadual (MG) nº 5 057, de 18 de julho de 1956. A Lei 3 636, de 22 de setembro de 1959, concedeu-lhe o posto honorífico de marechal-do-ar.
Em 1976, a União Astronômica Internacional prestou homenagem ao inventor brasileiro, colocando seu nome em uma cratera lunar (27,7°N 4,8°E). É o único brasileiro e sul-americano detentor desta distinção. A Lei 7 243, de 4 de novembro de 1984, concedeu-lhe o título de Patrono da Aeronáutica Brasileira. Em 13 de outubro de 1997, o então presidente dos Estados Unidos, Bill Clinton em visita ao Brasil, discursou no Palácio Itamaraty, se referindo a Santos Dumont como o "pai da aviação".
Em 18 de outubro de 2005, a Agência Espacial Brasileira (AEB) e a Agência Espacial Federal Russa (Roscosmos) assinaram um acordo para a realização da Missão Centenário, que levou o astronauta brasileiro Marcos César Pontes à Estação Espacial Internacional. A missão é uma homenagem ao centenário do voo de Santos Dumont no 14 Bis, ocorrido no dia 23 de outubro de 1906. O lançamento da nave Soyuz TMA-8 ocorreu em 30 de março de 2006, no Centro de Lançamento de Baikonur (Cazaquistão). No mês seguinte, o então presidente Luiz Inácio Lula da Silva o adicionou a título póstumo nas fileiras do grau de Grã-Cruz da Ordem de Rio Branco. Em 26 de julho de 2006 seu nome foi incluído no Livro de Aço dos Heróis Nacionais localizado no Panteão da Pátria, em Brasília, garantindo-lhe assim o status de Herói Nacional.

### Representações culturais

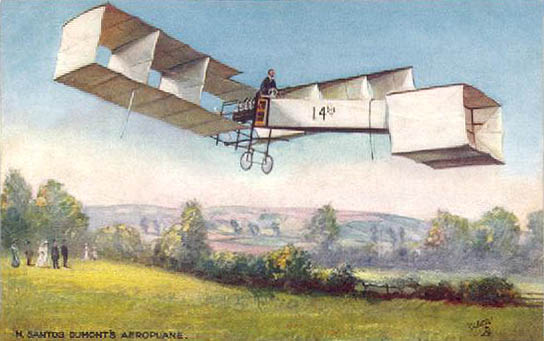
Um cartão-postal do Santos-Dumont 14-bis

O poeta Eduardo das Neves compôs em 1902 a música "A Conquista do Ar" em homenagem aos feitos de Dumont, descrita por Thomas Skidmore como "um exemplo conspícuo de "ufanismo" durante a belle époque [brasileira]", enquanto para Oliveira 2022 a música "…uma tentativa de inserir a população afro-brasileira nas visões cosmopolitanas do voo humano". Em 1924 Tarsila do Amaral pintou "Carnaval em Madureira", onde representava a réplica torre com o dirigível construída em Madureira para o carnaval daquele ano, e a presença de afro-brasileiros durante a festa. Em 2004 a Unidos da Tijuca relembrou o aviador, com diversos cientistas — entre eles o ganhador do Prêmio Nobel Roald Hoffmann — vestidos como Santos Dumont.
Em 1956, o Correio Brasileiro lançou uma série de selo — s comemorativa ao cinquentenário do primeiro voo de aparelho mais pesado que o ar. Em 1973, os Correios lançaram uma série de selos ao centenário de Santos Dumont. Em 23 de outubro de 2006, a Empresa Brasileira de Correios e Telégrafos lançou o selo comemorativo em homenagem ao centenário do voo do 14-bis. No mesmo mês, o Banco Central do Brasil também lançou uma moeda comemorativa à invenção de Santos Dumont. Dumont também foi representado nas notas de cruzeiro e cruzeiro novo.
Em 2012, a Cartier produziu uma série de relógios com o nome do piloto brasileiro, celebrando a parceria entre a marca e Santos Dumont, responsável pelo desenho que até hoje é característico da empresa; como peça publicitária foi realizado um premiado filme pela francesa Quad Productions France com animação digital a mesclar-se em locações reais, em que aparece o piloto brasileiro interagindo com um leopardo, figura central da peça — intitulada L'Odyssée de Cartier.
Em 2015, o autor Arthur Japin lançou o romance histórico "De gevleugelde" ("O Homem com Asas", no Brasil), sobre a vida e a morte do aviador, além de recriar os eventos envolvidos na extração de seu coração.

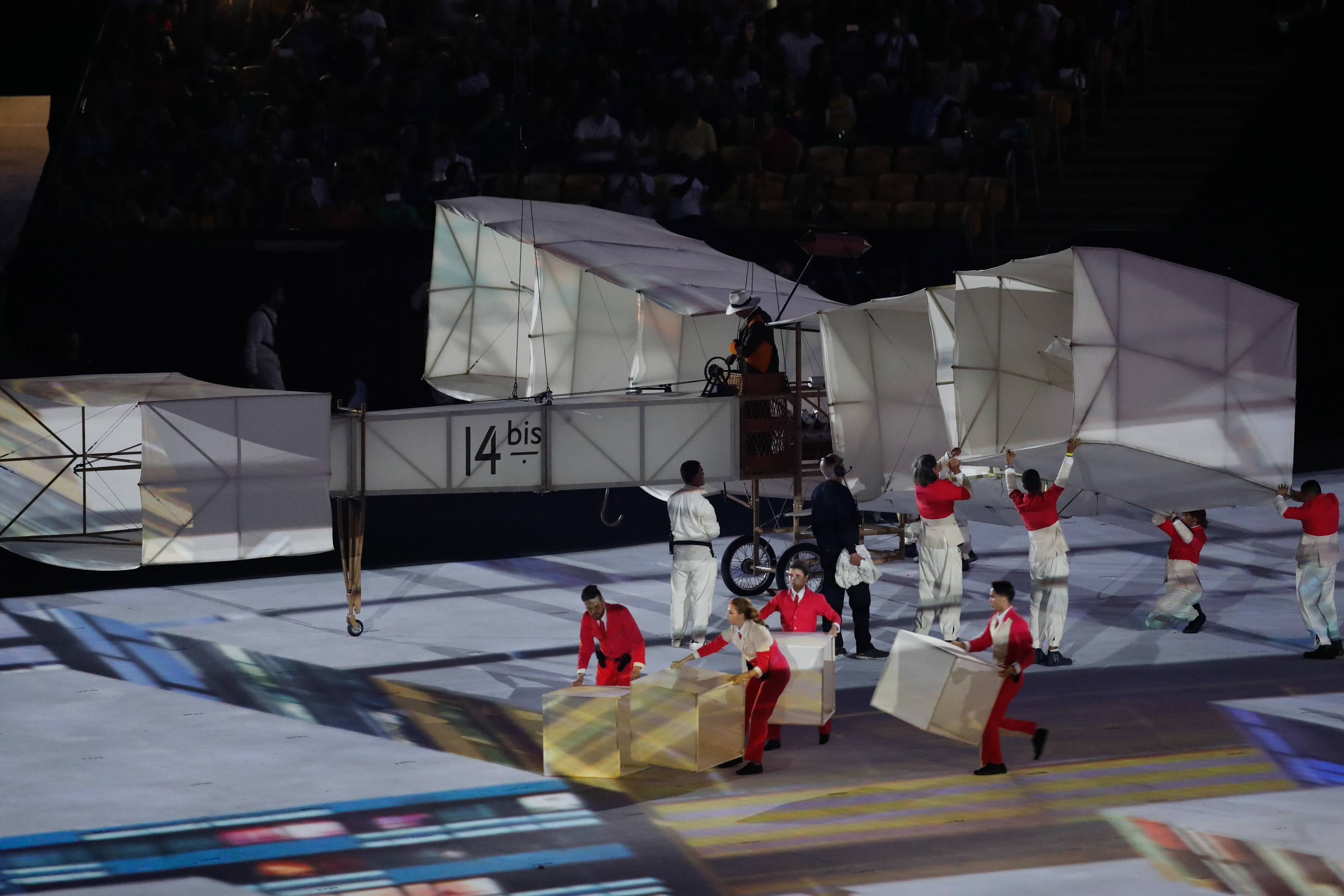
Dumont e o 14-Bis representados na cerimônia de abertura dos Jogos Olímpicos de Verão de 2016

Durante a cerimônia de abertura dos Jogos Olímpicos de Verão de 2016, realizada no Maracanã, e exibida ao vivo para o mundo inteiro, uma representação de Santos Dumont e sua invenção, o 14 Bis, tiveram grande destaque no desenvolver da Cerimônia e na apresentação da cultura do Brasil para o mundo. Uma réplica do 14 Bis foi construída no estádio e, com auxílio de cabos de aço, sobrevoou a pista, "decolando" para um sobrevoo pela cidade do Rio de Janeiro.
Santos Dumont já foi retratado como personagem no cinema, na televisão e no teatro, interpretado por Denis Manuel na série Les Faucheurs de Marguerites (1974), de Marcel Camus; por Cássio Scapin na minissérie "Um Só Coração" (2004); por Daniel de Oliveira no curta metragem "14 Bis" (2006); por Ricardo Napoleão na peça de Denise Stoklos "Mais Pesado do que o Ar — Santos Dumont" (1996); e por Henri Lalli na peça Santos Dumont (desde 2003). Fernanda Montenegro representou uma descendente de Santos Dumont na novela Zazá (1997) do qual se travestia. A TV Brasil produziu o programa O Teco Teco, em que há um personagem que se chama Betinho, em homenagem a Santos Dumont quando pequeno.
Em 10 de novembro de 2019, a HBO lançou a minissérie Santos Dumont em toda a América Latina. A produção, que faz referências à França e ao Brasil do fim do século XIX e início do século XX, acompanha os passos do aviador desde a infância nos cafezais de sua família, no interior de Minas Gerais e de São Paulo (onde a família se fixou), até os sofisticados salões e aeroclubes de Paris, onde Alberto Santos Dumont fez seu famoso e histórico voo no 14-Bis, em 1906. O ator João Pedro Zappa interpretou o inventor.
Em julho de 2023, as Força Aérea Brasileira prestou uma homenagem a Santos Dumont durante um jogo de futebol entre Flamengo e Fluminense no Estádio do Maracanã.

## Vida pessoal

### A Encantada

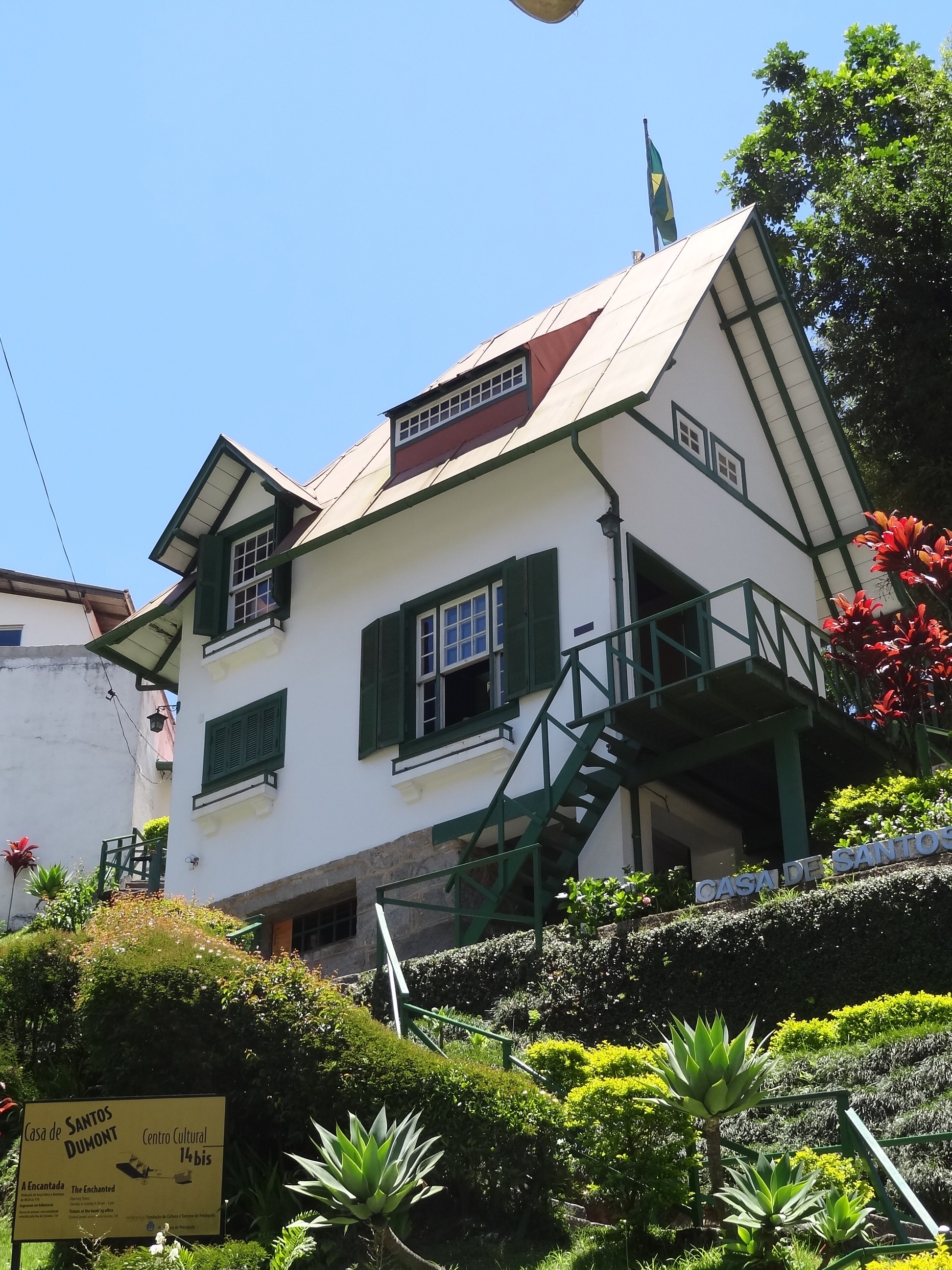
A Encantada, chalé de Santos Dumont em Petrópolis, Rio de Janeiro

No Brasil, em 1918, Santos Dumont comprou um pequeno lote ao lado de uma colina na cidade de Petrópolis, nas Serra Fluminense e, em 1918, construiu uma pequena casa ali cheia de aparelhos mecânicos imaginativos, incluindo um chuveiro aquecido a álcool de seu próprio projeto. A colina foi escolhida propositadamente por causa de sua grande inclinação, como prova de que a engenhosidade poderia possibilitar a construção de uma casa confortável naquele local improvável. Depois de construí-lo, costumava passar o verão lá para escapar do calor do Rio de Janeiro, chamando-o de "A Encantada", por conta da Rua do Encanto. Os degraus das escadas exteriores são escavados alternadamente à direita e à esquerda, para permitir que as pessoas subam confortavelmente. A casa é agora um museu.

### Sexualidade
A controvérsia sobre a sexualidade de Santos Dumont é há muito discutida, inclusive pelos seus biógrafos, uma vez que o aviador brasileiro nunca se casou e, além disso, mantinha uma aparência sempre bem cuidada, modos refinados e era bastante tímido.
O pesquisador Henrique Lins de Barros, do Centro Brasileiro de Pesquisas Físicas, rejeita a tese de que o inventor brasileiro fosse homossexual, mas que ele era apenas um homem preocupado com a aparência. Segundo Barros, "O refinamento francês soava como afetação homossexual para os jornalistas norte-americanos, que o descreviam como efeminado. (…) Hoffman não entendeu os costumes e valores da época e viu tudo com a visão distorcida que se tinha naquele tempo nos Estados Unidos". Além disso, em seu artigo "Alberto Santos-Dumont: pioneiro da aviação", Barros nota que Dumont chegou a ter um noivado anunciado pela mídia com Edna Powers, filha de um milionário americano. Além disso, Cosme Degenar Drumond, escritor de "Alberto Santos-Dumont: Novas Revelações", diz que na França Dumont tem "fama de conquistador". Mas recentemente, Santos Dumont foi elencado na lista dos "100 homossexuais vips do Brasil", formulada pelo antropólogo Luiz Mott, reacendendo a discussão em relação à vida sexual do aviador brasileiro. A família de Santos Dumont tem repudiado as alegações de homossexualidade do aviador. Santos Dumont teria tido um caso homoafetivo com Georges Goursat em 1901.
Já Yolanda Penteado, na autobiografia Tudo em cor de rosa, conta: "(…) conheci o Alberto Santos Dumont, um irmão do meu tio Henrique. Seu Alberto, como o chamávamos, vinha todos os dias para jantar e ia ficando, dizendo que era para ver a lua sair. No Flamengo, as noites de lua cheia eram realmente bonitas. Ele era uma pessoa irrequieta. Eu achava engraçado que me desse tanta atenção. Tia Amália dizia: ‘Alberto, você está ficando tonto, namorando essa menina’. Seu Alberto, de fato, me fazia a corte, trazia-me bombons, flores, levava-me a passear. As pessoas que o conheciam melhor diziam que, quando ele me via, ficava elétrico".
Em 2009, foi publicada uma carta de Santos Dumont ao amigo Pedro Guimarães, datada de 23 de dezembro de 1901, em que o primeiro conta estar apaixonado por uma americana: "(…) Porém, o meu coração está já muito com ela… e não sei o que fazer, se parar o namoro ou se continuar. É uma posição muito crítica".

### Saúde mental
Tradicionalmente Santos Dumont é descrito como tendo desenvolvido esclerose múltipla. Porém, tal diagnose é contestada por outros pesquisadores:
Henrique Lins de Barros questiona esta diagnose: “Acho difícil acreditar nessa hipótese da esclerose múltipla… Como alguém sofrendo de uma doença degenerativa, como esclerose múltipla, poderia esquiar em Saint Moritz na década de 1910 e jogar tênis na década de 1920, como ele fazia?” Marcos Villares Filho, sobrinho-bisneto do aviador, diz que provavelmente ele sofria de uma depressão profunda. A documentação da época não provê uma boa quantidade de informações para determinar que Santos Dumont tenha sofrido por esclerose múltipla.
O diagnóstico original veio após consultar um médico devido a sintomas como tontura e visão dupla. Posteriormente, tal diagnose foi contestada por outros médicos, por acreditarem que o aviador já sofresse de manifestações psiquiátricas. Os sintomas relatados para o diagnóstico original seriam apenas dois relacionados com esclerose múltipla. Uma carta escrita em 1931 por um médico no sanatório de Orthez para um amigo do aeronauta o descreve como "sofrendo de melancolia ansiosa com ilusões de culpa, culpa imaginária e a espera por punição.", também identificada como neurastenia, uma exaustão do sistema nervoso central.
Cheniaux 2022 relata diversos episódios demonstrando surtos de energia quando nos momentos fora de seus episódios depressivos. Santos Dumont teria desenvolvido depressão em 1910, predatando o uso do avião na guerra, o que, de acordo com o artigo citado, indicaria que seu sentimento de culpa fosse um sintoma em vez da causa. Cheniaux hipotetiza que Santos Dumont sofresse de transtorno bipolar ou síndrome maníaca, com suas últimas e bizarras invenções podendo demonstrar a "perda da habilidade de pensar criticamente".
O transtorno bipolar é um dos transtornos mais conectados com o suicídio e Santos Dumont já tinha precedência em sua família, com sua mãe tendo tirado sua própria vida em 1902 e que o aviador já demonstrava no fim da vida uma série de fatores epidemiológicos de risco para o suicídio. Porém, é complicado determinar qualquer diagnóstico devido à escassez de documentação médica.

## Obras
Livros
- Dans l'air (em francês). Paris: Charpentier et Fasquelle. 1904. 370 páginas
- O que eu vi, o que nós veremos. São Paulo: [s.n.] 1918. 101 páginas. OL 32235835M

Artigos
- «Une Ascension au Jardin D'Acclimatation». Paris. L'Aéronautique (em francês): 103-105. 1898
- «Travel by Balloon». Baltimore American. CXCII (34925): 1. 5 de janeiro de 1902
- «Air-Ships and Flying-Machines» (PDF). The North American Review. 174 (547): 721-729. Junho de 1902. JSTOR 25119252
- «How I Became an Aëronaut and My Experience with Air-Ships». McClure's Magazine. 19 (4): 307-316. Agosto de 1902
- «How I Became an Aëronaut and My Experience with Air-Ships». McClure's Magazine. 19 (5): 454-464. Setembro de 1902
- «The Sensations and Emotions of Aerial Naviagation». The Pall Mall Magazine. 32 (129): 11-22. Janeiro de 1904
- «Ce que je ferai, Ce que l'on fera». Paris. Je sais tout (em francês) (1): 105-114. 1905
- «The Future of Air-ships». The Fortnightly Review. (em inglês) (459): 442-454. 1 de março de 1905
- «The Pleasures of Ballooning». The Independent (em inglês). 58 (2948): 1225-1232. 1 de junho de 1905

Traduções de seus trabalhos
- My Airships. Londres: G. Richards. 1904. 352 páginas. OL 6871807W
- Im Reich der Lüfte (em alemão). Traduzido por Ludwig Holthol. [S.l.: s.n.] 1905. 194 páginas. LCCN 31022969
- I. R. Belopolsky, ed. (1911). “Как я выиграл приз Дейча де-Ламетра”. Въ мірѣ новыхъ ощущеній. [S.l.: s.n.] pp. 31–46
- CENDOC, ed. (2023). «O que eu farei, o que se fará». E o Brasil falava de Santos-Dumont... (PDF). Rio de Janeiro: [s.n.] pp. 24–26. ISBN 978-85-53019-53-3. Cópia arquivada (PDF) em 24 de julho de 2023
- "Os Meus Balões" (1938). Tradutor para Português: Arthur de Miranda Bastos.[414]
  - Os Meus Balões (PDF). Traduzido por A. de Miranda Bastos. Brasília: Fundação Rondon. 1986. 244 páginas. ISBN 85-278-0002-0. Cópia arquivada (PDF) em 18 de novembro de 2007
- Miaj Balonoj/ Kion Mi Vidis, Kion Ni Vidos (em esperanto). Traduzido por Luiz Fernando Dias Pita 1 ed. [S.l.: s.n.] 2020. ISBN 978-658618206-4
- Ce que j’ai vu, ce que nous verrons (em francês). Traduzido por Benjamin Voisin. [S.l.: s.n.] 2022. 75 páginas. ISBN 979-8423064259
- "O Homem Mecânico": publicado em Português no livro "Os Balões de Santos-Dumont" de 2010.[415]

Não publicado
- "L’Homme Mécanique", datiloscrito de 1929.[416]
- Livro de 13 capítulos, sem título, abordando os eventos aeronáuticos dos séculos XVIII a XX.[415]